# 薩土密約

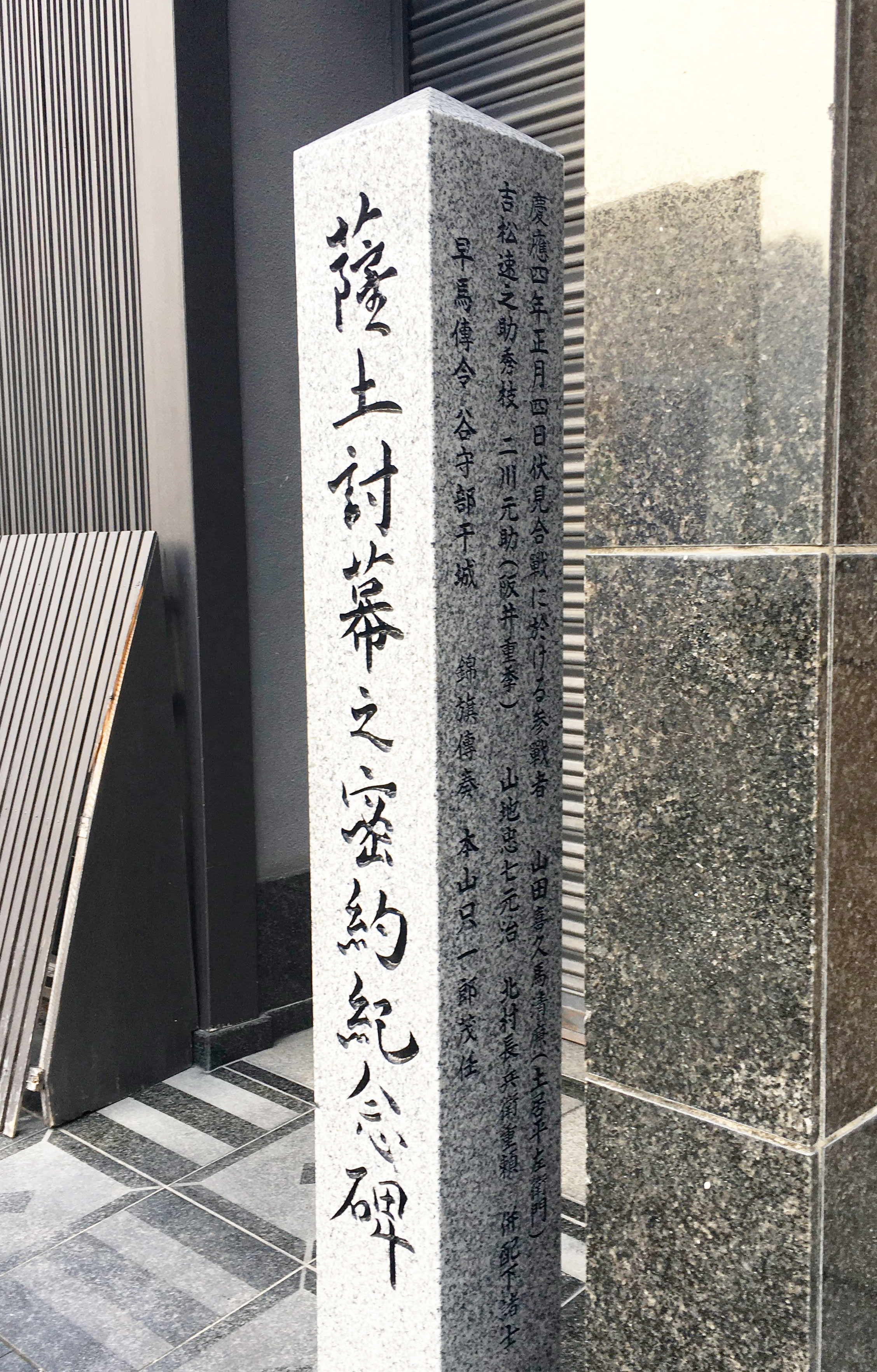
「薩土討幕之密約紀念碑」
密約が締結される前段階として京都「近安楼」で会見がもたれたことを記念する石碑
京都市東山区（祇園）

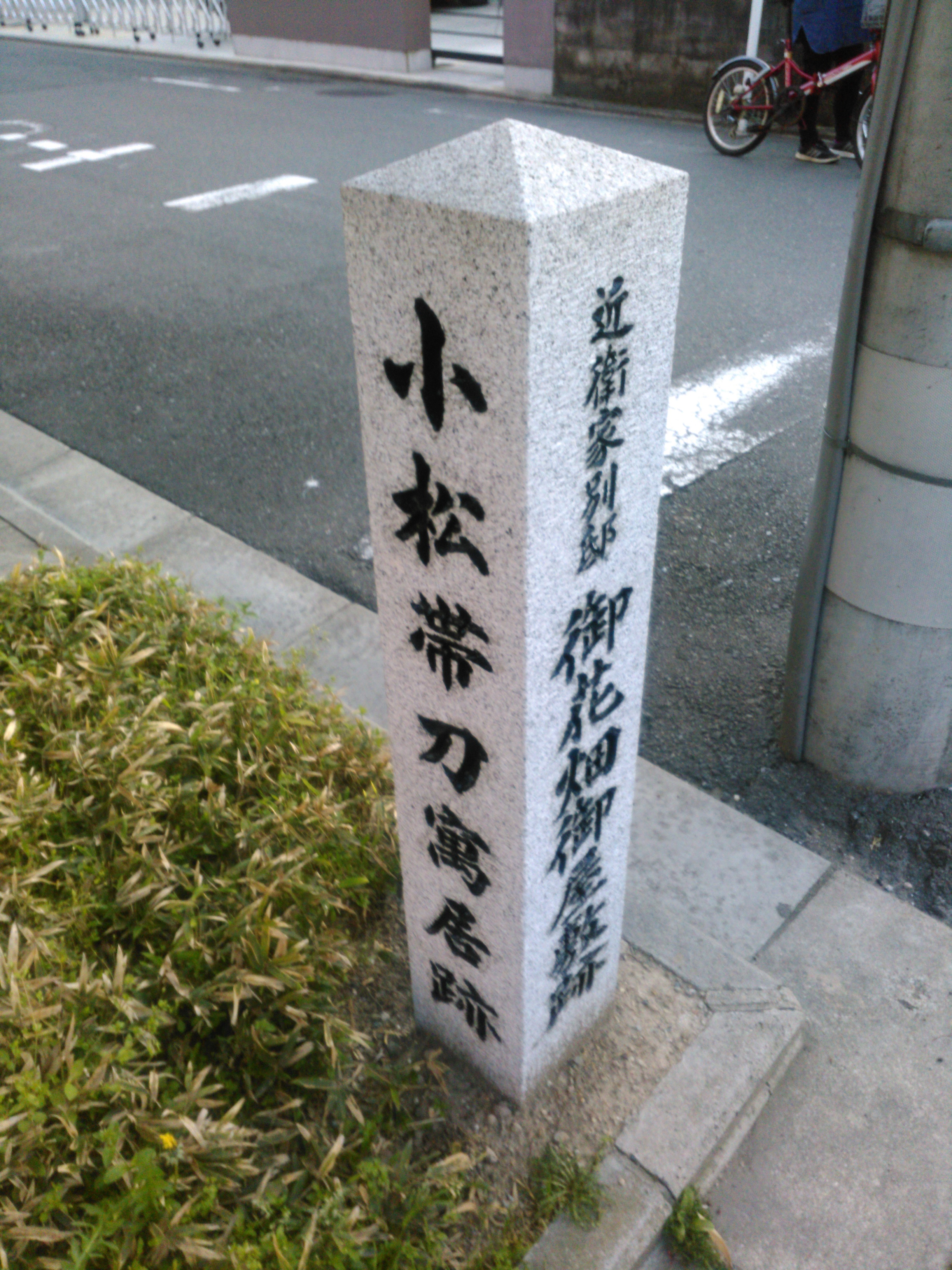
密約が締結された場所に建つ石碑。小松帯刀寓居跡（京都市上京区）

薩土密約（さっとみつやく/さつどみつやく）は、江戸時代後期（幕末）の慶応3年5月21日（1867年6月23日）に、京都の小松帯刀(清廉)寓居（京都市上京区）で締結された、薩摩藩と土佐藩の実力者の間で交わされた、武力討幕のための軍事同盟で、「薩土同盟」とも呼ばれるが、性質の異なる「薩土盟約」も「薩土同盟」と呼ばれるため区別して薩土討幕の密約ともいう。

## 概略
薩土密約は、土佐藩士が鳥羽・伏見の戦いに際し参戦する根拠となった密約であり、これを起因として始まった戊辰戦争においても、官軍側の勝利に貢献することになる土佐藩の参戦を確約した軍事同盟である。
薩土盟約は土佐藩の公議政体派が大政奉還を通して、温和な手段での同盟を薩摩藩に提起した盟約であり、薩土盟約と薩土密約とは性質が全く異なる。

## 密約締結までの背景

### 勤皇の誓い
文久2年6月(1862年7月)、乾退助(板垣退助)は、小笠原唯八、佐々木高行らと肝胆相照し、ともに勤皇に盡忠することを誓う。

### 長州の動きを洞察
文久2年6月6日(1862年7月2日)付の片岡健吉宛書簡において退助は、
と書き送り、国許の片岡に長州藩の動向を伝えている(長井雅楽の切腹は、翌年2月6日)。尊皇攘夷(破約攘夷派)の退助は、幕府専制による無勅許の開港条約をなし崩し的に是認する事に繋がる長井雅楽の『航海遠略策』(開国策)を、皇威を貶めるものと警戒していたと考えられ、同時期にあたる文久2年6月19日(太陽暦7月15日)の長州藩・久坂玄瑞の日記にも、 
とあり、退助と同様に長井雅楽の『航海遠略策』に真っ向から反対し「朝廷を侮慢している」と糾弾している。

### 土佐勤王党・間崎哲馬と好誼
退助は、この頃既に土佐勤王党の重鎮・間崎哲馬と好誼を結んでいた。間崎は土佐藩田野学館で教鞭をとり、のち高知城下の江ノ口村に私塾を構えた博学の士で、間崎の門下には中岡慎太郎、吉村虎太郎などがいた。文久2年9月に退助と間崎が交わした書簡が現存する。
書簡を読む限り別封で、勤王派の重要人物から何らかの機密事項が退助のもとへ直接送られたと考えられている。

### 青蓮院宮令旨事件
間崎哲馬は、土佐藩の藩政改革を行うため、土佐勤王党が仲介して青蓮院宮尊融親王(中川宮朝彦親王)の令旨を奉拝しようと活動した。12月、佐幕派の青蓮院宮は令旨を発したが、この越権行為が土佐藩主の権威を失墜させるものとして文久3年1月25日(1863年3月14日)に上洛した山内容堂より「不遜の極み」であると逆鱗にふれ、文久3年6月8日(1863年7月23日)、間崎は平井収二郎、弘瀬健太と共に責任をとって切腹した。その2ヶ月後、間崎の門下にあたる中岡慎太郎が乾退助を訪問し、のちに薩土討幕の密約を結ぶ端緒となる（詳細は後述）。

### 幕府といえども追討して違勅の罪を問うべき
文久2年10月17日(1862年12月8日)夜、山内容堂の御前において、乾退助は寺村道成と時勢について対論に及び、退助は尊皇攘夷を唱える。
文久3年1月4日(1863年2月21日)、高輪の薩摩藩邸で、大久保一蔵（のちの利通）に会う。1月11日(太陽暦2月28日)、容堂に随行して上洛のため品川を出帆するが、悪天候により下田港に漂着する。1月15日(太陽暦3月4日)、容堂の本陣に勝麟太郎（のちの海舟）を招聘し坂本龍馬の脱藩を赦すことを協議した場に同席。4月12日(太陽暦5月29日)、土佐に帰藩する。

### 乾退助と中岡慎太郎が胸襟を開いて国策を練る

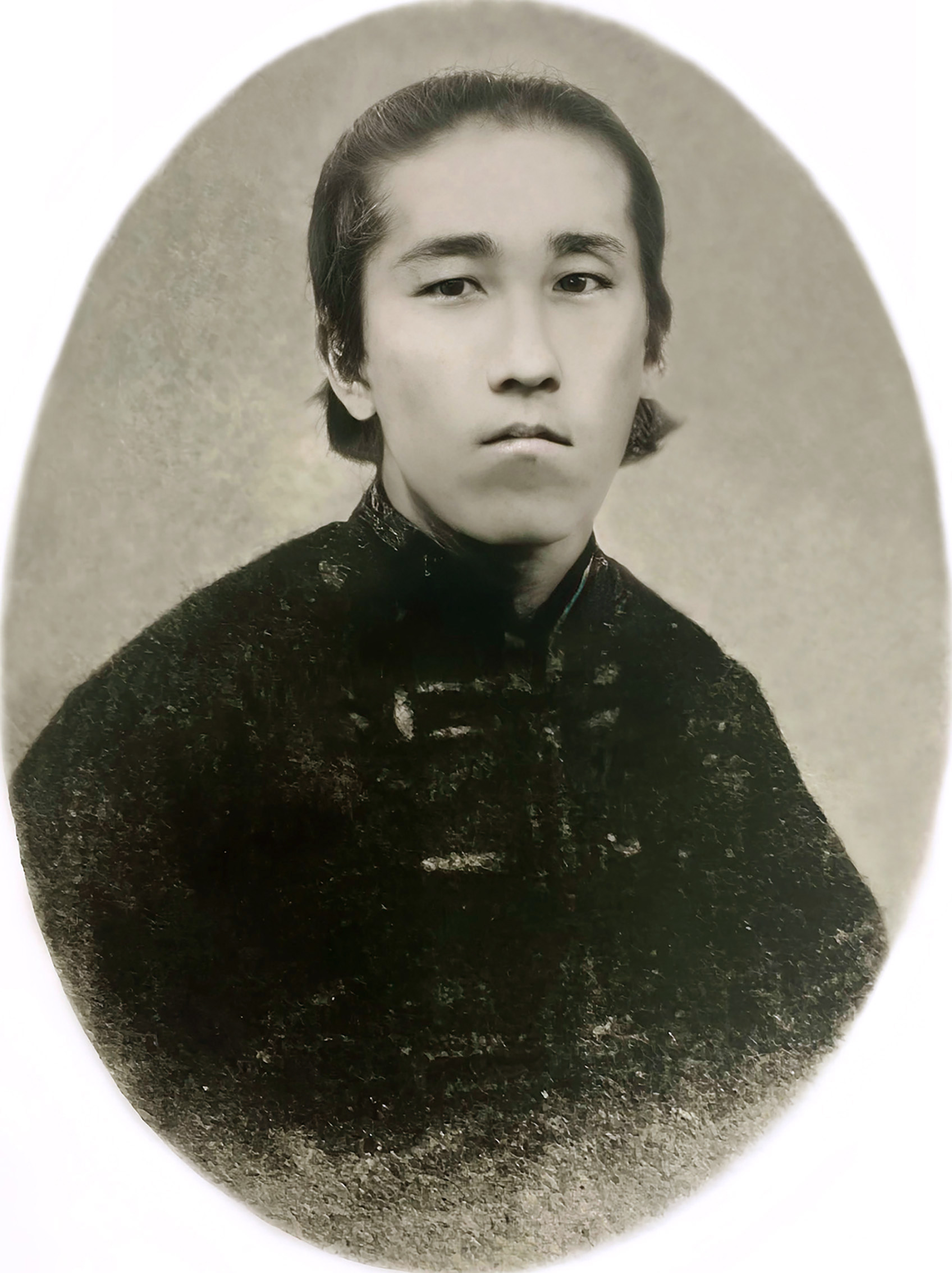
板垣退助（1870年頃撮影）

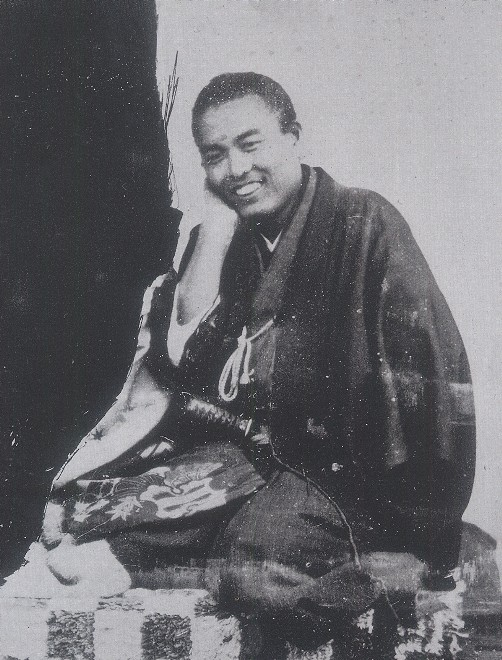
中岡慎太郎（1866年11月24日撮影）

文久3年(1863年)、京都では会津藩と薩摩藩が主導権を握って八月十八日の政変が起こり、京から長州藩及び尊攘派の公卿ら(七卿落ち)が追放された。土佐藩内でも尊王攘夷活動に対する大弾圧が始まると、乾退助(板垣退助)は藩の要職を外されて失脚。中岡慎太郎は失脚した直後の乾(板垣)を訪ねた。乾は中岡に「君(中岡)が私に会いに来たのは、私が失脚したから、その真意を探る気になったからであろう。その話に移る前に、以前、君(中岡)は京都で私(退助)の暗殺を企てた事があっただろう」と尋ねた。慎太郎は「滅相もございません」とシラを切ったが「いや、天下の事を考えればこそ、あるいは斬ろうとする。あるいは共に協力しようとする。その肚があるのが真の男だ。中岡慎太郎は、男であろう」と迫られたため、「いかにも、あなたを斬ろうとした」と堂々と正直に打ち明けたところ、乾に度胸を気にいられ「それでこそ、天下国家の話が出来る」と、互いに胸襟を開いて話せる仲となった。その後、二人はお互いの立場を生かして尊皇攘夷を実現させるために、乾退助は藩内から(上から)の活動を行うため土佐藩の要職に復帰、中岡は藩外から(下から)の活動を行うため土佐藩を脱藩して長州へ奔った。

### 中岡慎太郎の脱藩
土佐藩を脱藩した中岡は、同年9月、長州藩に亡命する。以後、長州藩内で同じ境遇の脱藩志士たちのまとめ役となる。また、周防国三田尻に都落ちしていた三条実美の随臣(衛士)となり、長州はじめ各地の志士たちとの重要な連絡役となった。
元治元年(1864年)、石川誠之助を名乗り上洛。薩摩藩の島津久光暗殺を画策したが果たせず、また脱藩志士たちを率いて禁門の変、下関戦争を長州側で戦い、負傷する。

### 乾退助へ西郷の人柄を紹介
元治元年12月(1865年1月)、中岡慎太郎は薩摩の西郷隆盛の人柄を伝える書簡を乾退助へ送った。

### 時勢論
慶応元年冬(1865年)、中岡慎太郎が『時勢論』の初稿を著し、日本の国家としての展望と土佐藩の執るべき指針を唱導。

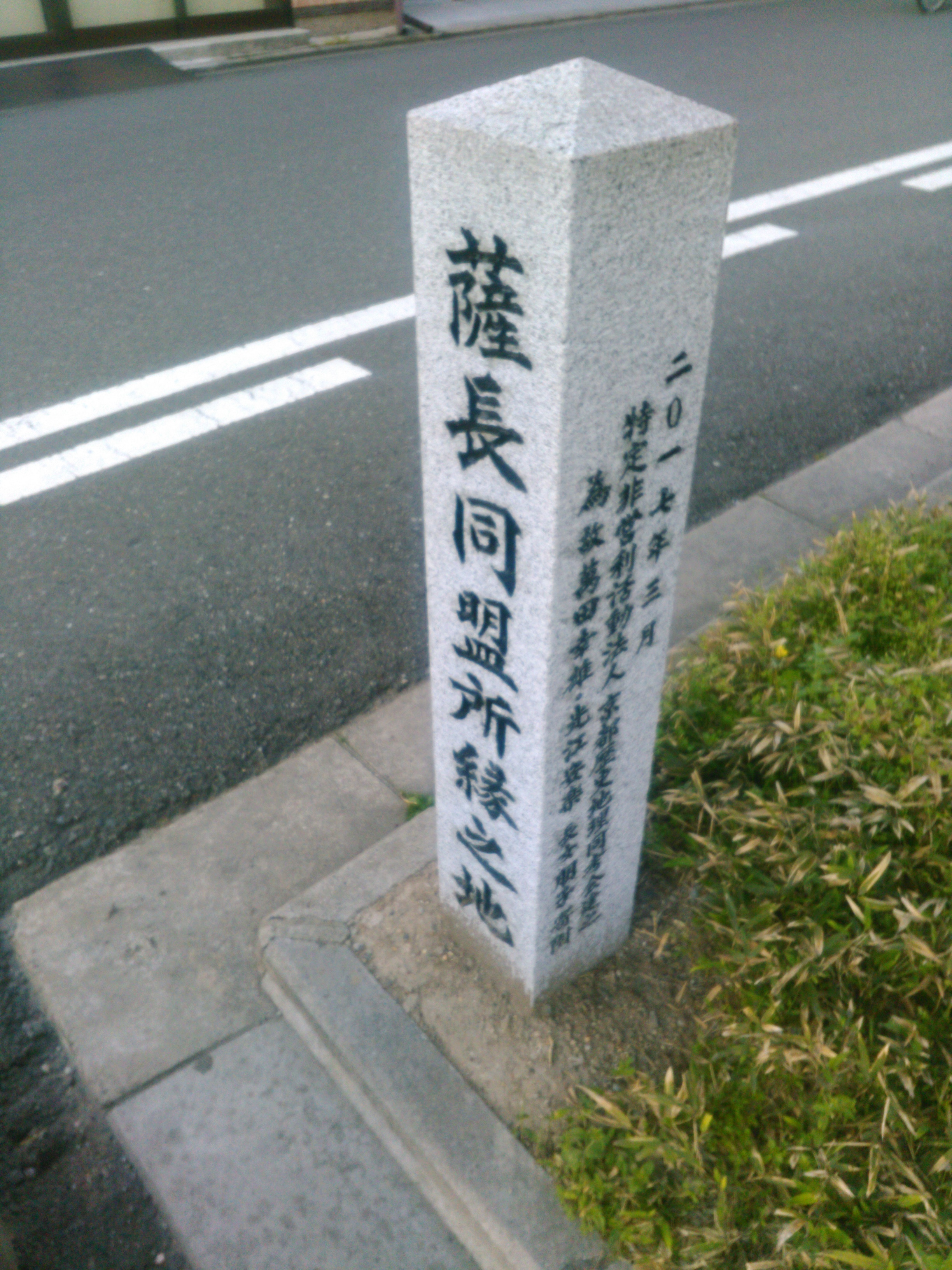
薩長同盟所縁之地石碑（京都市上京区）

慶応2年1月21日(1866年3月7日)、薩長同盟が成立。3月9日(太陽暦4月23日)、土佐藩が、長崎のキニツブル商社からライフル銃1500挺を購入。

### 西洋流軍学修行
6月25日(太陽暦8月5日)、乾退助が、江戸での騎兵術修行を願い出て許可を得、幕臣・倉橋長門守、深尾政五郎らから西洋流(オランダ式)騎兵術を学ぶ。
10月26日(太陽暦12月2日)、中岡慎太郎が『窃ニ知己ノ人ニ示ス論』の初稿を著し、在京の同志に見せ意見を仰ぐ。
11月(太陽暦12月) 中岡慎太郎が、前稿を補筆し『愚論窃かに知己に示す』とし、土佐藩の同志に軍制改革の必要性を説く。

### 水戸勤皇浪士隠匿事件
慶応2年12月(1867年1月)、水戸浪士の中村勇吉、相楽総三、里見某らが退助を頼って江戸に潜伏。江戸築地土佐藩邸(中屋敷)の惣預役(総責任者)であった退助は、参勤交代で藩主らが土佐へ帰ったばかりで藩邸に人が少ないのを好機として、藩に独断で彼等を匿う。のち土佐藩御用鍛冶師・左行秀、これを怪しんで藩庁に密告す。（この浪士たちが、翌年10月薩摩藩へ移管され庄内藩などを挑発し戊辰戦争の前哨戦・江戸薩摩藩邸の焼討事件へ発展する）

### 孝明天皇崩御と明治天皇践祚

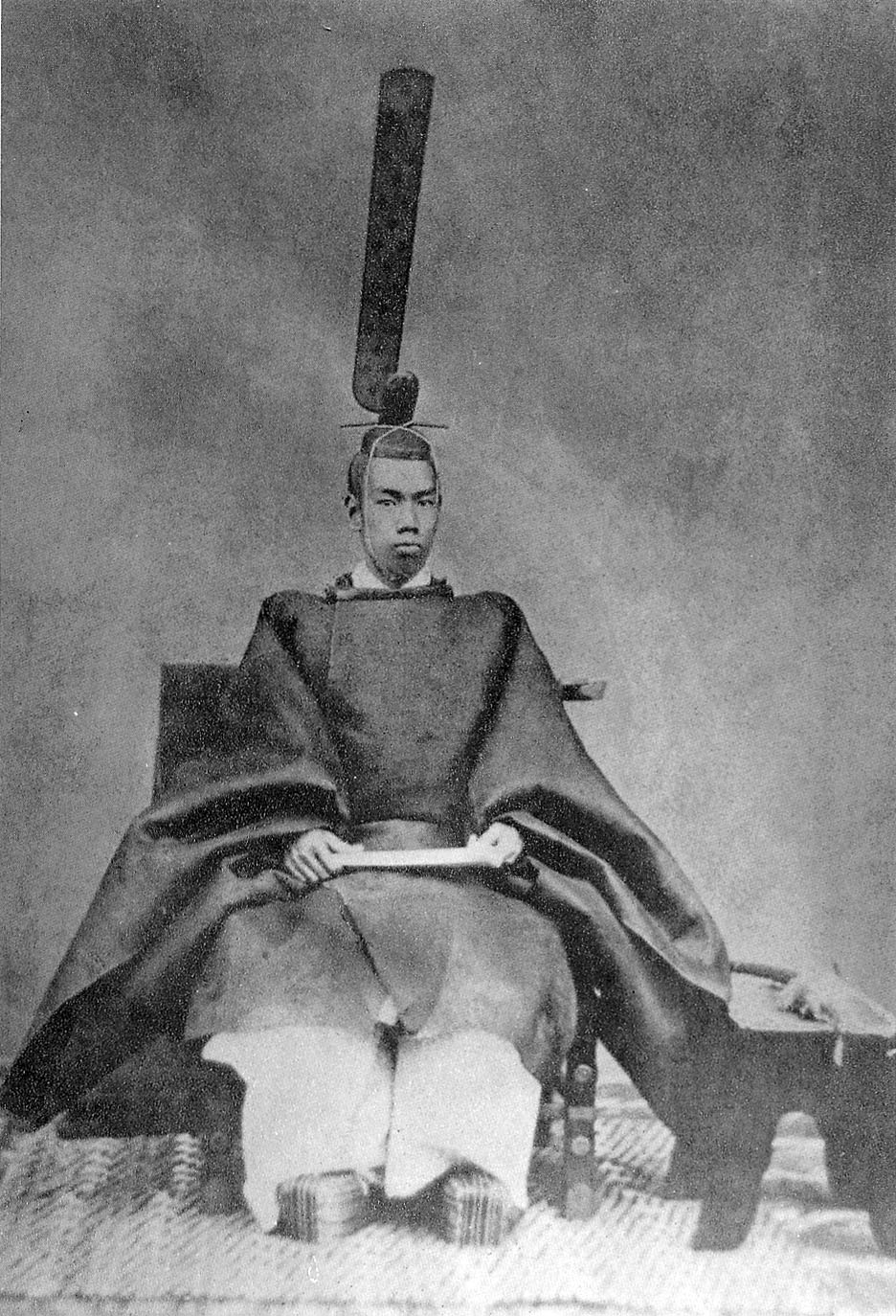
明治天皇(明治5年(1872年))

12月25日(1867年1月30日)、孝明天皇崩御。
慶応3年1月9日(太陽暦2月13日)、明治天皇践祚。

### 尊皇派との交流と初期兵制改革
2月2日(太陽暦3月7日)、中岡慎太郎が太宰府において新撰組(高台寺党)・伊東甲子太郎と会す。
2月25日(太陽暦3月30日)、土佐勤王党参謀格の大石円が、乾退助と交誼を結び御小姓組に編入され藩御軍備御用役に就任。
3月12日(太陽暦4月16日)、土佐藩大目付(大監察)乾退助が、従者並びに軍服に関する規定が発布。藩兵の小銃をミニエー銃に統一。
4月(太陽暦5月) 坂本龍馬が、海援隊を結成する。4月23日(太陽暦5月26日)、海援隊の「いろは丸」が紀州藩・明光丸と衝突する。
5月17日(太陽暦6月19日)、赤松小三郎が前福井藩主・松平春嶽に対し『御改正之一二端奉申上候口上書』を建白。同月、同様の意見書を薩摩藩の島津久光にも建白している。

## 密約の締結
慶応3年5月(1867年6月)江戸にいた土佐藩の乾退助(後の板垣退助)は、在京の中岡慎太郎より四侯会議の不発を嘆く手紙を受け急ぎ旅装を整え、5月18日(太陽暦6月20日)上洛。同日、京都の料亭「近安楼」で乾と福岡藤次(孝弟)、船越洋之助らと中岡が会見し、武力討幕を密談した。
翌日、乾退助は山内容堂に拝謁を請うが許可されず、この日、中岡慎太郎は薩摩藩・西郷隆盛と乾を会見させようと奔走する。
慶応3年5月21日(1867年6月23日)、京都の料亭・大森で再び乾と中岡が策を練り以下の書簡をしたため西郷に送った。
この中岡の仲介により、同日夕方、室町通り鞍馬口下る西入森之木町の近衛家別邸（薩摩藩家老・小松帯刀の寓居「御花畑屋敷」）において、土佐藩の乾・谷干城・毛利恭助・中岡らと、薩摩藩の西郷吉之助(隆盛)・吉井幸輔(友実)・小松帯刀らが会談し、乾は「戦となれば、藩論の如何に関わらず、必ず30日以内に土佐藩兵を率いて薩摩藩に合流する」とその決意を語り、薩土討幕の密約（薩土密約）を締結した。この時、乾が江戸築地の土佐藩邸(中屋敷)に独断で匿っていた水戸浪士・中村勇吉、相楽総三、里見某らを、彼らの安全確保のため薩摩藩邸への収容を依願し、西郷は即諾した。（この浪士たちが、のちに庄内藩などを挑発し戊辰戦争の前哨戦・江戸薩摩藩邸の焼討事件へ発展する）

## 密約締結の効果

### 土佐藩の軍制改革

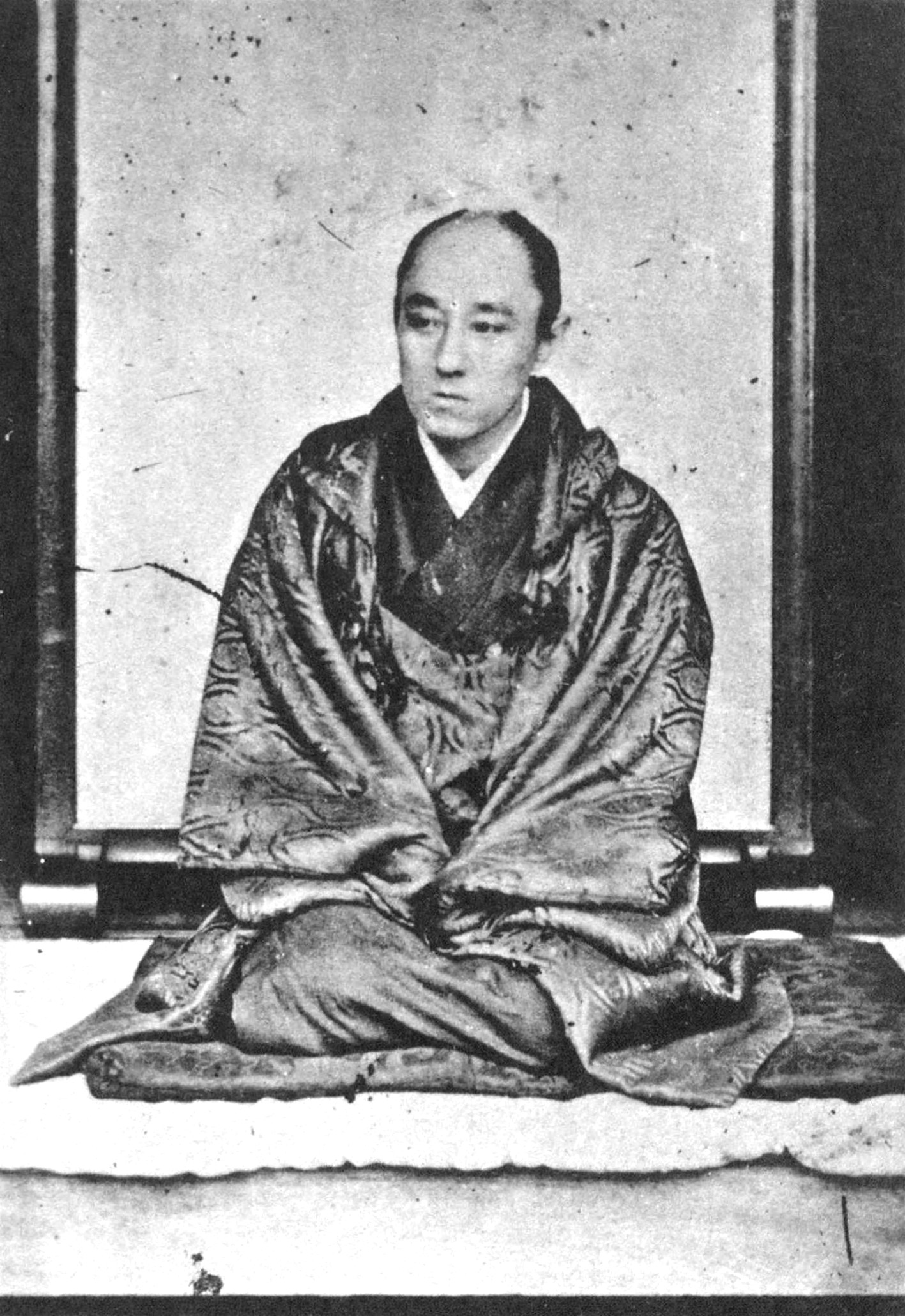
山内容堂

翌5月22日(太陽暦6月24日)に、乾はこれを山内容堂に稟申し、同時に勤王派水戸浪士を江戸藩邸に隠匿している事を告白し、土佐藩の起居を促した。容堂はその勢いに圧される形で、この軍事密約を承認し、退助に軍制改革を命じた。土佐藩は乾を筆頭として軍制改革・近代式練兵を行うことを決定。薩摩藩側も5月25日(太陽暦6月27日)、薩摩藩邸で重臣会議を開き、藩論を武力討幕に統一することが確認された。同日、土佐藩側は、福岡孝弟、乾退助、毛利吉盛、谷干城、中岡慎太郎が喰々堂に集まり討幕の具体策を協議。5月26日(太陽暦6月28日)、中岡慎太郎は再度、西郷隆盛に会い、薩摩藩側の情勢を確認すると同時に、乾退助、毛利吉盛、谷干城ら土佐藩側の討幕の具体策を報告した。5月27日(太陽暦6月29日)、乾退助が山内容堂に随って離京。土佐へ向かう。離京にあたり乾は、中岡慎太郎らに大坂でベルギー製活罨式(かつあんしき)アルミニー銃(Albini-Braendlin_rifle)300挺 の購入を命じ、6月2日(太陽暦7月3日)に土佐に帰国した。中岡は乾退助の武力討幕の決意をしたためた書簡を、土佐勤王党の同志あてに送り、土佐勤王党員ら300余名の支持を得ることになった。（これがのちの迅衝隊の主力メンバーとなる）
一方、幕府側は、6月10日(太陽暦7月11日)、近藤勇ら新撰組隊士を幕臣として召抱え、勤皇派の取締りを強化している。

### 旧土佐勤王党員らを赦免
6月13日(太陽暦7月14日)、土佐藩の大目付(大監察)に復職した乾は「薩土討幕の密約」を基軸として藩内に武力討幕論を推し進め、佐々木高行らと藩庁を動かし安岡正美や島村雅事ら旧土佐勤王党員らを釈放させた。これにより、七郡勤王党の幹部らが議して、退助を盟主として討幕挙兵の実行を決断した。
6月16日(太陽暦7月17日)、乾退助が町人袴着用免許以上の者に砲術修行允可(砲術修行を許可する)令を布告。
6月17日(太陽暦7月18日)、小目付役(小監察)谷干城を、御軍備御用と文武調(ととのえ)役に任命。

### 入れ違いに結ばれた薩土盟約
乾退助らが土佐に帰国するのと入れ違いに、6月13日(太陽暦7月14日)、後藤象二郎と坂本龍馬が上洛。（かつてはこの頃『新政府綱領八義』の草案にあたるものが坂本龍馬によって船中で起草されたと考えられていた）中岡慎太郎、乾退助らによって薩藩とは討幕の密約を結んだものの山内容堂は徳川宗家への強い恩顧意識があり、心中の揺れ動きの幅が大きく、討幕への意欲が不安定であったため、更に幕府の力を段階的に削ぐための方策として、6月22日(太陽暦7月23日)、京都三本木料亭「吉田屋」において、薩摩の小松帯刀、大久保一蔵(大久保利通)、西郷吉之助、土佐の寺村道成(日野春章)、後藤象二郎、福岡藤次(福岡孝弟)、石川誠之助(中岡)、才谷梅太郎(坂本龍馬)との間で、大政奉還の策を進めるために薩土盟約が締結される。この薩土盟約は、更なる雄藩連合推進のため、同年6月26日(太陽暦7月27日)、長州藩の隣の安芸藩を加えた薩土芸三藩約定書に拡大発展するが、強固なる武力討幕を目指す乾退助へは当初、薩土盟約の存在が伏せられ、また、穏健に将軍家を維持する方策を模索していた、寺村道成、後藤象二郎へは反対に薩土討幕の密約の存在が伏せられていた。6月28日(1867年7月29日)、乾退助・本山只一郎双方の親族にあたる乾正厚(本山楠弥太)が、土佐藩主・山内豊範の御納戸役を仰せ付けられる。

### 土佐藩の軍制改革
7月17日(太陽暦8月16日)、中岡慎太郎の意見を参考にした乾退助によって土佐藩銃隊設置の令が発せられる。
7月22日(太陽暦8月21日)、乾退助は古式ゆかしい北條流弓隊は儀礼的であり実戦には不向きとして廃止し、新たに銃隊編成を行い、士格別撰隊、軽格別撰隊などの歩兵大隊を設置。近代式銃隊を主軸とする兵制改革を行った。さらにこの日、中岡慎太郎が、土佐藩大目付(大監察)・本山茂任(只一郎)に幕府の動静を伝える密書を送る。
中岡は本山宛の書簡に「…議論周旋も結構だが、所詮は武器を執って立つの覚悟がなければ空論に終わる。薩長の意気をもってすれば近日かならず開戦になる情勢だから、容堂公もそのお覚悟がなければ、むしろ周旋は中止あるべきである」と書き綴っている。
7月27日(太陽暦8月26日)、中岡慎太郎が、長州の奇兵隊を参考として京都白川の土佐藩邸に陸援隊を結成。
8月2日(太陽暦8月30日)、坂本龍馬が、薩摩藩船・三邦丸で土佐須崎に入港。佐々木高行、由比猪内が、山内容堂に謁見して、長崎英水夫殺害事件（イカルス号事件）の詳細を報告。
8月3日(太陽暦8月31日)、さらに幕府軍艦・回天丸が須崎に入港。翌日、8月4日(太陽暦9月1日)、山内容堂に外国奉行支配組頭・高畦五郎が謁見し、将軍親書を渡す。
8月6日(太陽暦9月3日)、乾退助は「東西兵学研究と騎兵修行創始の令」を布告。長崎で起きたイカルス号水夫殺害事件の犯人が土佐藩士との情報（誤報であったが）があったため、阿波経由で英艦が土佐に向かうこととなり、英公使・ハリー・パークスが乗る英艦バジリスク号が、土佐藩内の須崎に入港。土佐藩は不測の事態に備え、乾退助指揮下の諸部隊を砲台陣地、および要所の守備に就かせた。
8月7日(太陽暦9月4日)から翌8月8日(太陽暦9月5日)にわたり、須崎港内に碇泊した土佐藩船・夕顔丸の船上で、長崎英水夫殺害事件の談判が開かれる。土佐では主に後藤象二郎が交渉を行い、前藩主・山内容堂がパークスと会見した。関係者との協議でイカルス号水夫殺害事件における土佐藩や海援隊への嫌疑が晴れる。

#### 武力討幕派と大政奉還派の対立
土佐藩は、乾退助(板垣退助)主導のもと、軍制近代化と武力討幕論に舵を切ったが、後藤象二郎が「大政奉還論」を献策すると、藩論は過激な武力討幕論を退け、大政奉還論が主流となる。しかし、乾退助は武力討幕の意見を曲げず、大政奉還論を「空名無実」と批判し真っ向から反対した。
5月22日(太陽暦6月24日)の時点で薩土討幕の密約を了承し、退助に土佐藩の軍制改革と武器調達を命じた山内容堂であったが、8月20日(太陽暦9月17日)になると、容堂は一転して後藤象二郎の献策による大政奉還を幕府へ上奏する意思を示した。藩庁は大政奉還論に反対する乾退助にアメリカ派遣の内命を下し、政局から遠避けようと画策。さらに、8月21日(太陽暦9月18日)、乾退助は土佐藩御軍備御用と兼帯の致道館掛を解任された。

#### 薩土盟約の破綻により再び薩土討幕へ
イカルス号事件の処理に時間を用した後藤象二郎は、9月2日、ようやく京都へ戻るが、翌9月3日、京都で赤松小三郎が門下生・中村半次郎、田代五郎左衛門によって暗殺されるなどの事件が起きる。その間に薩土両藩は思惑の違いから亀裂が生じ、9月6日(太陽暦10月3日)、薩土盟約は破綻。両藩は再び薩土討幕の密約に基づき討幕の準備を進めることになった。
9月2日付、木戸孝允が龍馬に宛てた書簡（当時、既に木戸と龍馬は薩土密約の存在を承知している）によれば、桂は「狂言」によって（大政奉還）が成されようが、成されまいが「大舞台（幕府）の崩れは必然と存じ奉り候」と指摘。さらに、その後の幕府との武力衝突も想定し、土佐藩の乾退助と薩摩藩の西郷隆盛に依って締結された薩土討幕の密約の履行が「最も急務である」と説いている。（龍馬はこの手紙をもらった後、独断で土佐藩に買い取らせるためのライフル銃を千丁以上購入。9月24日(太陽暦10月21日)帰藩し、藩の参政・渡辺弥久馬(斎藤利行)に討幕の覚悟を求めている。詳細後述）
9月14日(太陽暦10月11日)、土佐藩(勤王派)上士・小笠原茂連、別府彦九郎が、江戸より上洛して、京都藩邸内の土佐藩重役へ討幕挙兵の大義を説く。
9月20日(太陽暦10月17日)、坂本龍馬が、長州の桂小五郎(木戸孝允)へ送った書簡には、

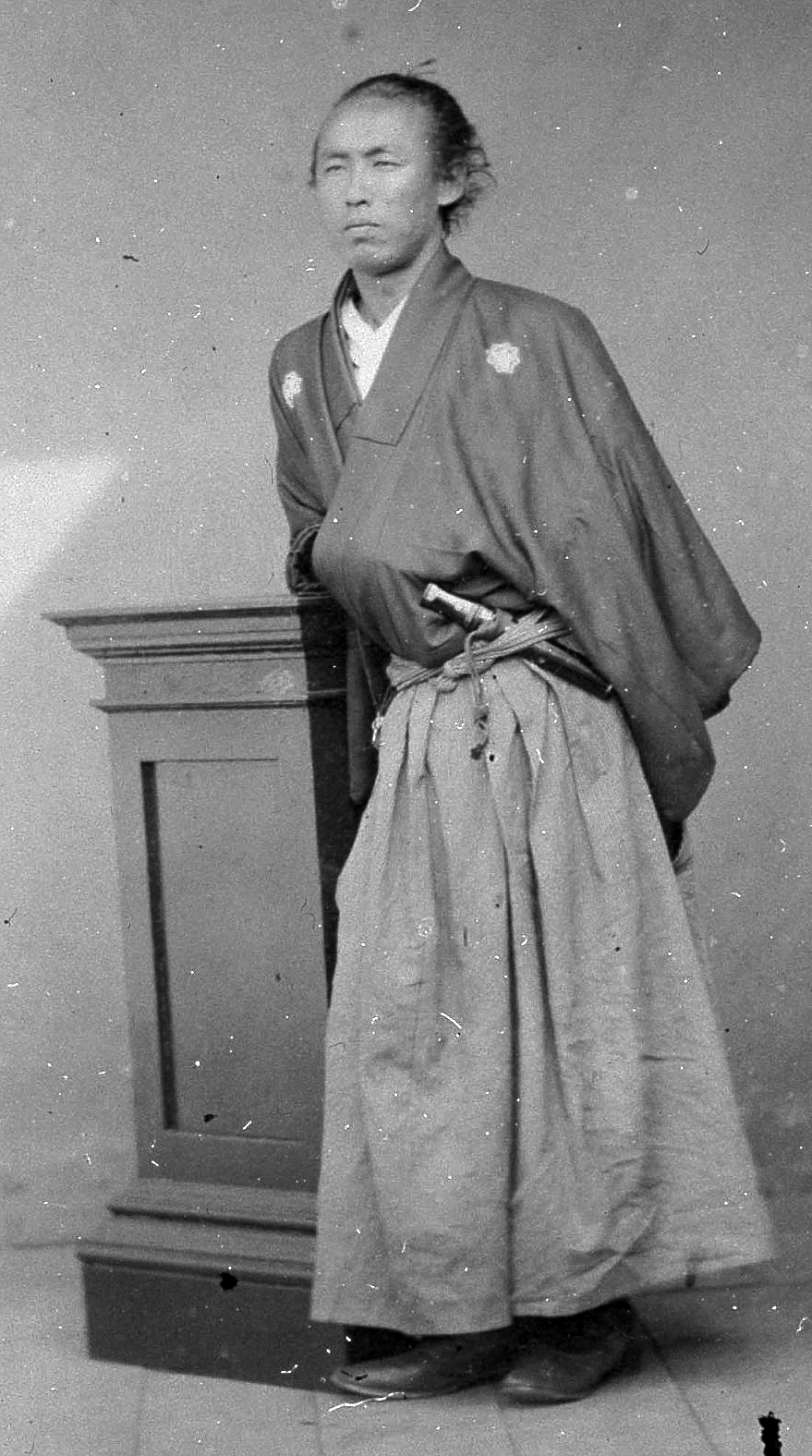
坂本龍馬

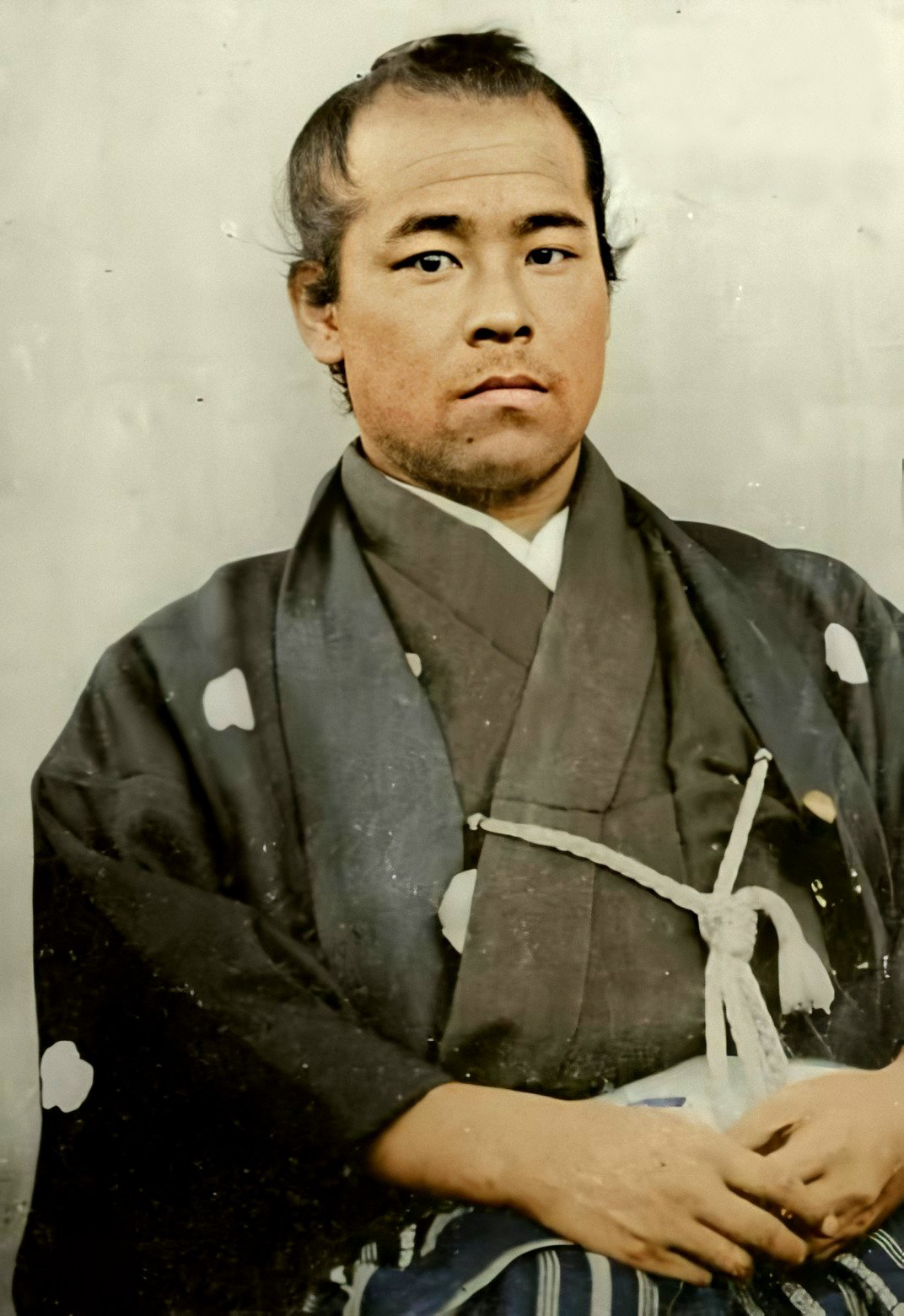
後藤象二郎

と記し「大政奉還」を幕府の権力を削ぐための大芝居とし、その後、武力討幕を行わねばならないが、後藤象二郎が大政奉還のみで止まり討幕挙兵を躊躇った場合は、後藤を捨て乾退助に接触すると述べている。
9月22日(太陽暦10月19日)、中岡慎太郎が『兵談』を著して、国許の勤王党同志・大石円に送り、軍隊編成方法の詳細を説く。
9月24日(太陽暦10月21日)、在京の土佐藩(佐幕派)上士らが、幕吏の嫌疑を恐れて白川藩邸から陸援隊の追放を計画。
同日、坂本龍馬が、安芸藩・震天丸に乗り、ライフル銃1000挺を持って5年ぶりに長崎より土佐に帰国。浦戸入港の時、土佐藩参政・渡辺弥久馬(斎藤利行)に宛てた龍馬の書簡の中に、
と書き送っている。
9月25日(太陽暦10月22日)、坂本龍馬が、土佐勤王党の同志らと再会し、討幕挙兵の方策と時期を議す。
9月29日(太陽暦10月26日)、乾退助が、土佐藩仕置役(参政)兼歩兵大隊司令に任ぜらる。
乾退助の失脚
しかし、後藤象二郎の献策による大政奉還論が徳川恩顧の土佐藩上士の中で主流を占めると、過激な武力討幕論は遠ざけられるようになる。大政奉還論に傾く藩論を憂い、退助は何度も警告を発した。
また「徳川300年の幕藩体制は、戦争によって作られた秩序である。ならば戦争によってでなければこれを覆えすことが出来ない。話し合いで将軍職を退任させるような、生易しい策は早々に破綻するであろう」と意見を再三述べたが、山内容堂は「退助また暴論を吐か」と取り合わず、10月8日(太陽暦11月3日)、退助を土佐藩歩兵大隊司令役から解任した。
山内容堂はこの時点で薩土討幕の密約を反故に出来たと考え、土佐藩主導のもと、慶応3年10月14日(1867年11月9日)、大政奉還が成される事になる。乾退助は、10月8日(太陽暦11月3日)、土佐藩歩兵大隊司令役を解任された。

### 討幕の密勅と大政奉還
10月13日(太陽暦11月8日)、中山忠能、正親町三条実愛、中御門経之連署の討幕の密勅が薩摩藩に対して下される。
10月14日(太陽暦11月9日)、同文同意の討幕の密勅が長州藩へ下される。同日、徳川慶喜が大政奉還を行う。
討幕実行延期の沙汰書

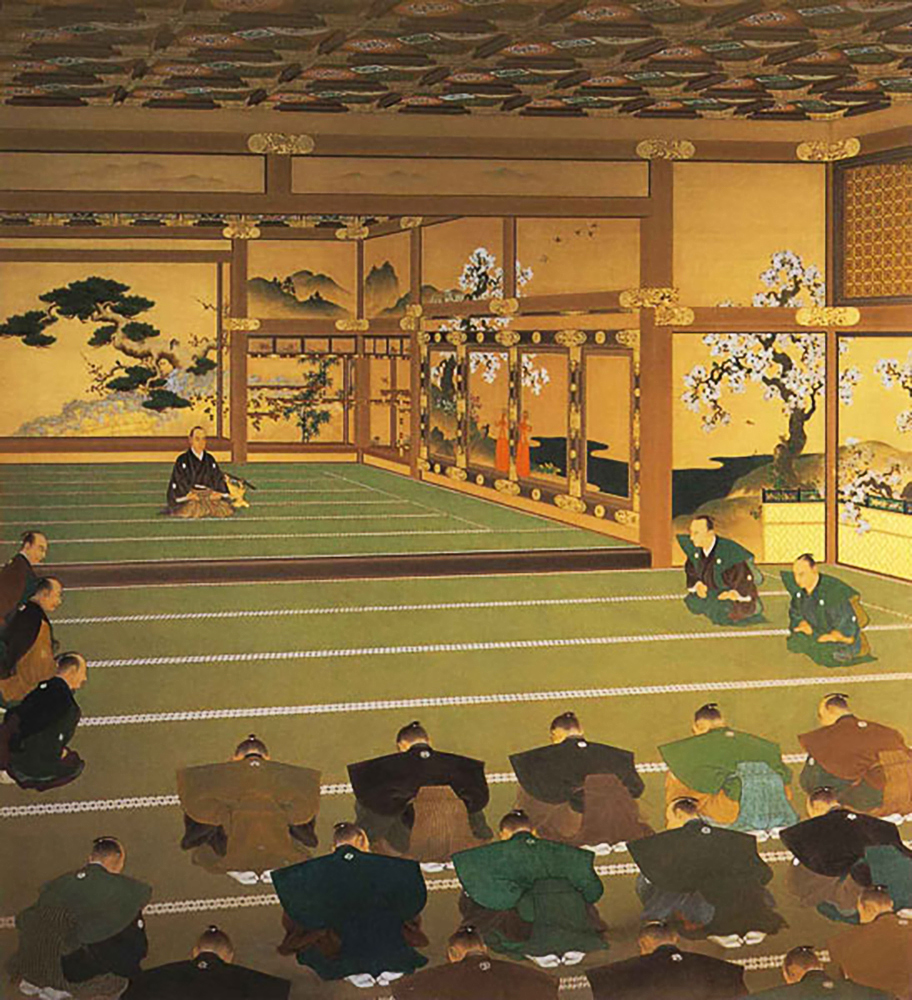
「大政奉還図」 邨田丹陵 筆

10月15日(太陽暦11月10日)、大政奉還が御嘉納あらせられる。このため「討幕の密勅」はその名目を失い『討幕実行延期の沙汰書』が10月21日に薩長両藩に対し下された。
土佐藩兵の上洛
10月18日(太陽暦11月13日)、武力討幕論を主張し、大政奉還論に反対する乾退助を残し、土佐藩(勤皇派)上士・山田清廉(第一別撰隊隊長)、渋谷伝之助(第二別撰隊隊長)らが兵を率いて浦戸を出港。しかし、この時「もし京都で戦闘が始まれば藩論の如何に関わらず、薩土討幕の密約に基づき参戦し薩摩藩に加勢せよ」との内命を乾退助より受ける。
10月19日(太陽暦11月14日)、大政奉還論に反対したことにより乾退助が、土佐藩仕置役(参政)を解任され失脚。

### 勤皇派藩士集団脱藩挙兵計画
全役職を解任されて失脚した退助は、京都で合戦が始まれば、薩土討幕の密約に基づき国許の勤皇派同志 数百名と共に脱藩して武力討幕の軍に加わるため、脱藩決意書をしたためた。以下はその全文。
この乾退助による、勤皇派藩士集団脱藩計画は、実行寸前のところで、最終的には土佐藩自体が退助の失脚を解いて盟主に奉りあげ、正規の軍隊として迅衝隊を組織し出陣することになる。

## 戊辰戦争勃発前の動向
坂本龍馬の新政府綱領八義

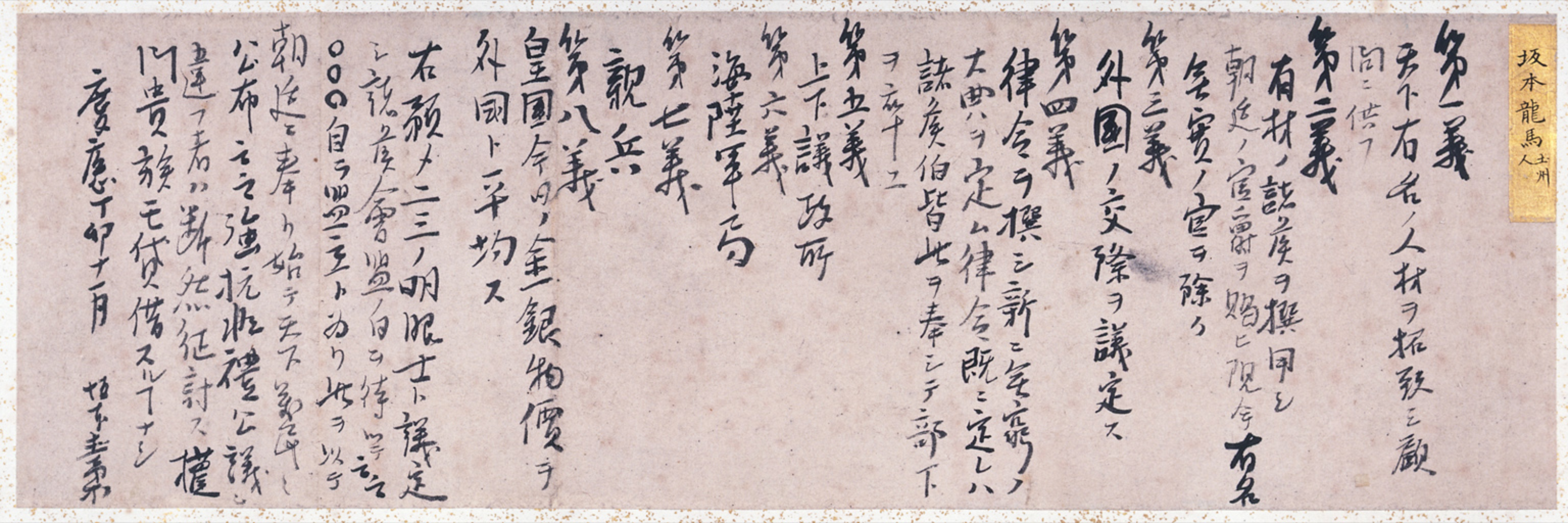
新政府綱領八策（国立国会図書館）

11月(太陽暦12月)、坂本龍馬が大政奉還後の新政権設立の為の政治綱領『新政府綱領八義』を示す。（この草案は、かつては慶応3年6月に、船上にて起草されたと考えられていた）
第一義では幅広い人材の登用、第二義では有材の人材選用、名ばかりの官役職廃止、第三義では国際条約の議定、第四義では憲法の制定、第五義では両院議会政治の導入、第六義では海軍・陸軍の組織、第七義では御親兵の組織、第八義では金銀物価の交換レートの変更が述べられている。
坂本龍馬が由利公正へ上洛を促す
11月10日(太陽暦12月5日)、坂本龍馬が由利公正へ新政権樹立にあたり上洛を促す書簡を送る。

### 近江屋事件
11月15日(太陽暦12月10日)、京都の近江屋において、坂本龍馬、中岡慎太郎らが襲撃され、龍馬は同日落命。従士の藤吉は翌11月16日(太陽暦12月11日)亡くなり、慎太郎は瀕死の中で、暗殺犯が襲撃した状況や特徴について谷干城らに詳細を語った。また、乾退助に対しては「幕吏の手が迫っている。潰される前に(討幕を)早くお遣り下さい」という言葉を託し、11月17日(太陽暦12月12日)逝去。11月18日(太陽暦12月13日)、土佐藩京邸の同志たちによって京都東山の霊山(現・京都霊山護国神社)に埋葬される（近江屋事件）。

### 天満屋事件
坂本龍馬、中岡慎太郎の死後、海援隊士らは犯人をいろは丸沈没事故で多額の賠償金を支払わされた紀州藩であると考え、慶応3年12月7日(1868年1月1日)、十津川郷士・中井庄五郎や、沢村惣之丞、陸奥宗光、岩村精一郎、大江卓ら海援隊・陸援隊士総勢16名が、紀州藩士・三浦休太郎を襲撃し、警固していた新撰組と交戦に及ぶ（天満屋事件）。この日、御香宮の祠官・三木善郷が御香宮門前に「徳川氏陣営」と書かれた立札を発見。御所に報告し、翌日、薩摩藩士・吉井友実の手で立札を撤去した。

### 高野山挙兵

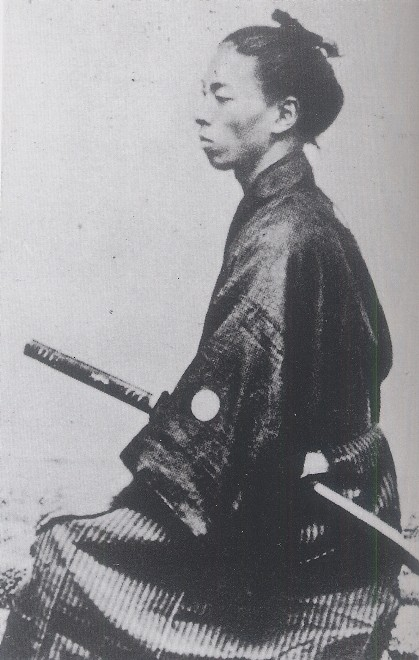
田中光顕

天満屋事件の翌日にあたる、慶応3年12月8日(1868年1月2日)、田中光顕ら率いる陸援隊は岩倉具視から「鷲尾隆聚を擁して高野山で挙兵し紀州藩に対抗するよう」密命を受け、慶応3年12月12日(1868年1月6日)、陸援隊士らが侍従・鷲尾隆聚を奉じて高野山で挙兵(高野山挙兵)。紀州藩を恭順させた。（戊辰戦争が始まると、転戦して奥州追討軍に加わる）

### 王政復古の大号令
慶応3年12月9日(1868年1月3日)、明治天皇は王政復古の大号令を煥発あらせられ、1.徳川慶喜の将軍職辞職を勅許。2.江戸幕府の廃止、摂政・関白の廃止と総裁、議定、参与の三職の設置。3.諸事神武創業のはじめに基づき、至当の公議をつくすことが宣された。
小御所会議における対立
同日夕刻開かれた小御所会議で、新政治の大綱が議論される。この会議では京都所司代・京都守護職の免職も当初の議題に含まれていたが、会議中に桑名藩主・松平定敬は京都所司代を自ら辞職し、会津藩主・松平容保も同様に京都守護職を辞したため、会議は徳川慶喜の地位に対するもののみとなった 。
山内容堂は、家康以来の徳川氏の治世による歴代の功績と、大政奉還を行った慶喜の英断をたたえ、慶喜と徳川家に対して、寛大な処分を行うよう先鞭を切って提案。松平春嶽や後藤象二郎らも容堂の意見に同調したが、徳川家が幕府に代わる新政権の中で権力を保持し続けるならば「大政奉還」は、忽ちに空文化してしまう危険性があったため、岩倉具視や大久保利通らは、容堂の提案に強固に反対。慶喜の「辞官納地」(官位を辞し徳川家の土地と人民を朝廷に返却すること)を求め、親徳川・反徳川藩両陣営が激しく意見を対立させた。最終的には岩倉や大久保らの意見が通ったが、会津藩・桑名藩など、親徳川派の譜代藩はこの処分に不満を募らせ一触即発の剣幕となる。これら不穏な動静に対し、西本願寺・徳如上人が御所警固のため、六条侍および僧を参集させ尊王近衛団を結成。さらに征討総督宮の護衛、錦旗守備、諜報活動を行った。
徳川慶喜の反旗
翌12月10日(1868年1月4日)、徳川家親族の新政府議定の松平春嶽と徳川慶勝が使者として慶喜のもとへ派遣され、この決定を慶喜に通告した。慶喜は「謹んで受ける」としながらも「配下の気持ちが落ち着くまでは不可能」と曖昧な返答を行い、12月12日(1868年1月6日)深夜には「朝廷に恭順の意思を示すため」と称し京都の二条城を出て、翌13日に大坂城へ退去。春嶽はこれを見て「天地に誓って」慶喜は辞官と納地を実行するだろうという見通しを総裁の有栖川宮熾仁親王に報告する。ところが大坂城に入った徳川慶喜は連絡を断ち、12月16日(1868年1月10日)、徳川慶喜は大坂城黒書院にフランス、イギリス、イタリア、アメリカ、プロイセン、オランダの公使を集め「各国との条約の締結や外交の権限は、今後、天皇陛下ではなく慶喜が掌握する」と宣言。朝廷に対し公然と反旗を翻した。
京都の動静
12月27日(1868年1月21日)、薩摩・長州・土佐・安芸四藩、天皇観閲の下、京都御所・建春門前で軍事演習を披露。
12月28日(1868年1月22日)、土佐藩・山田清廉、吉松速之助らが伏見の警固につくと、薩摩藩・西郷隆盛は土佐藩士・谷干城へ薩長芸の三藩へは既に討幕の勅命が下ったことを示し、薩土密約に基づき、乾退助を大将として国許の土佐藩兵を上洛させ参戦することを促した。谷は大仏智積院の土州本陣に戻って、執政・山内隼人（深尾茂延、深尾成質の弟）に報告。
慶応4年1月1日(1868年1月25日)、谷干城はこれを伝えるため、下横目・森脇唯一郎を伴って京を出立し早馬で土佐へ向う。
朝廷に対する徳川慶喜の威圧
徳川慶喜は武力を背景に朝廷を威圧し、京都の新政権と交渉を続けていくつもりであったが、ついに主戦派を抑えきれなくなり、慶応4年1月1日(1868年1月25日)、「討薩表」を発し、朝廷への訴えと薩摩勢討滅のため、2日から3日にかけて京都へ向け近代装備を擁する約1万5千の軍勢を進軍させた。
慶喜としては、天皇の側の奸臣を除くための軍事行動であり、あくまでも「徳川家と薩摩藩との私戦」という言い分を、アメリカ代理公使ヴォールクンバーグの問い合わせに対して老中・板倉勝静と酒井忠惇の連署で説明しているが、武備を鞏めての進軍は明らかに朝廷に対する威圧行為であった。

## 戊辰戦争

### 薩土密約の履行
1月3日(1868年1月27日)、鳥羽伏見で戦闘が始まると、山内容堂は在京の土佐藩兵に「此度の戦闘は薩摩・長州と会津・桑名の私闘であると解するゆえ、何分の沙汰ある迄は、此度の戦闘に手出しすることを厳禁す」と伝令を発した。
1月4日(太陽暦1月28日)、仁和寺宮嘉彰親王が、朝廷より錦旗と節刀を賜い、征討大将軍の命を拝して皇軍総裁となるが、同時刻、その事を知らぬ土佐藩第一別撰隊隊長山田喜久馬、第二別撰隊隊長吉松速之助、山地元治、北村重頼、二川元助らの諸隊は藩命を無視し、乾退助が西郷と結んだ薩土討幕の密約に基づき独断で戦闘に参加した。この間の経緯、山田隊より吉松隊が先に参戦を決断したと記すものもあるが、ほぼ同時進行で推移しておりどちらが先であったか決し難い。（澁谷隊は迷った末、藩命を遵守して参戦せず）その結果、山田喜久馬、吉松速之助らは勝利を得たものの山内容堂は激怒した。藩命違反となるため山田と吉松は切腹を覚悟しその沙汰を待つことになる。北村重頼率いる砲兵隊は、妙法院に呼び戻され、藩邸より厳しく叱責を受けた。しかしその最中、錦の御旗が翻り、その事が土佐藩京邸に伝えられると容堂は動揺し、藩命違反の処分が留保される。
1月6日(太陽暦1月30日)、谷が土佐に到着し、京都の状勢を伝える。京邸からの命令は「京の急難により、片岡健吉を大将として急ぎ藩兵を追加で上洛させよ。乾退助だけは絶対に入京させるな」というものであり、土佐藩京邸からの指示は、この時点においても薩長討幕派に対抗する軍兵の派遣要請であった。
1月7日(1868年1月31日)、徳川慶喜が「朝敵」として討伐の勅が下る。
1月8日(太陽暦2月1日)、京都から戦闘が既に始まった旨の早馬が土佐に到着すると、土佐では京邸（容堂）の命令を反故にする為、藩主山内豊範の決裁を仰いだ。この時「容堂は（藩主の如く藩政を行っているが）実際には隠居の身であって、豊範が藩主である」として京邸の命令を無視し、乾退助の失脚が解かれ土佐藩仕置格(参政)に復帰することになる。さらに、「乾退助を出さねば戦に勝てない」との意見が噴出し、翌1月9日(太陽暦2月2日)、乾退助は藩の大隊司令に復職した。この時、土佐藩は深尾成質を総督、乾退助を大隊司令として迅衝隊を編成し、1月13日(太陽暦2月6日)、藩校・致道館より出陣。戊辰戦争に参戦した。

### 幕軍の敗走
1月6日(1868年1月30日)、藤堂藩に寝返られた幕府軍は、砲銃、荷駄を捨て潰走。徳川慶喜は、側近の一部を連れ戦線離脱し、海路大坂から江戸へ退散。（この日、 谷干城が武力討幕の開戦が、間近である事を藩庁と乾退助に知らせるため、京から早馬で馳せ土佐に到着）
1月9日(太陽暦2月2日)、東山道鎮撫軍が岩倉具定を総督として京より出陣。同日、岩倉具視からの命を受け鷲尾隆聚を擁して高野山で挙兵した陸援隊・田中光顕の率いる東一番隊が、紀伊見峠で敗走中の会津藩兵と交戦。旗本・小笠原鉱二郎らを討取る。長州藩の先鋒部隊が、幕府軍敗走後の大坂城に入り、大坂城仮留守居目付(監察)・妻木多宮から城を摂取。
1月10日(太陽暦2月3日)早朝、大坂城で大爆発が起こる。会津藩、桑名藩、伝習隊ら幕府側の敗残兵が、土佐藩・大坂住吉陣屋に放火をして逃走。土佐では、乾退助から命を受けた秋沢清吉(土佐勤王党)、南清兵衛の2名が中国方面探索に出立。

### 錦の御旗を賜う

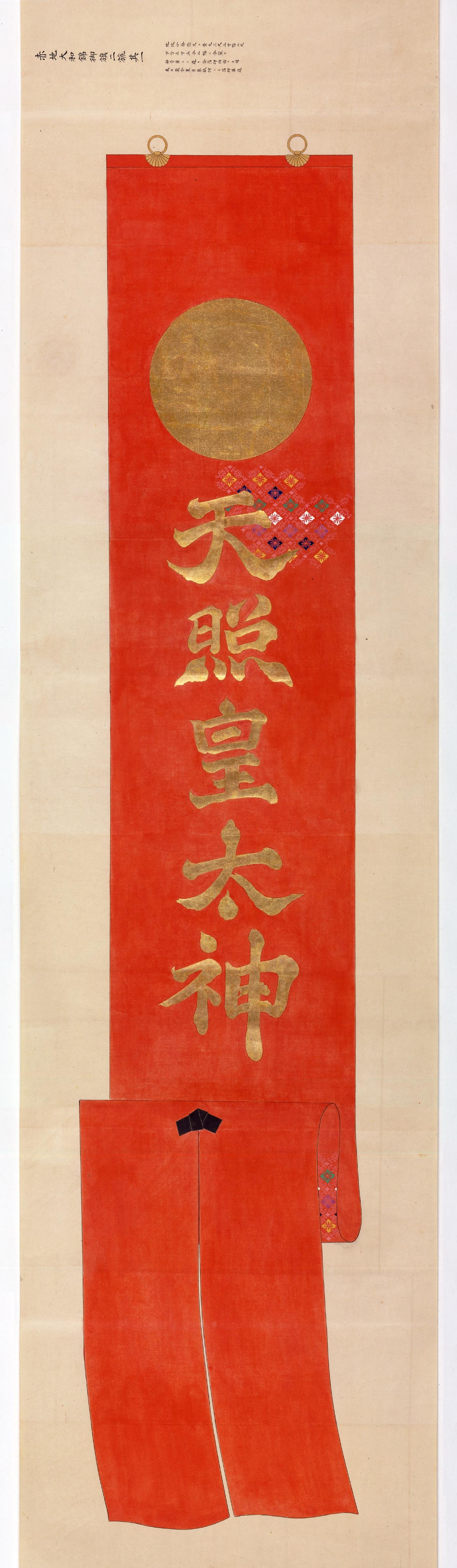
浮田可成・画、錦旗（赤地大和錦御旗）。日像と神号が書かれている。

1月11日(1868年2月4日)、土佐藩が、朝廷より高松、松山両藩と幕領川之江の鎮撫を命じられ、錦旗(菊章旗)二旈を御下賜あらせられた。同日午後二時、摂津国神戸三宮神社付近で、酔払ったフランス人水兵と備前岡山藩兵との間で衝突があり、英・米・仏の陸戦隊と銃撃戦に発展。神戸開港の祝事の為に停泊していた欧米6ヶ国（英・米・蘭・仏・伊）の兵士が武装して神戸に上陸し、同1月15日(太陽暦2月8日)まで、外国人の混成部隊に占領される事件が起きる（神戸事件）。
1月13日(太陽暦2月6日)、土佐藩が国許で勤皇派の藩士や土佐勤王党の郷士ら主力とした迅衝隊を編成。総督・深尾成質(丹波)、大隊司令・乾正形(板垣退助)に任じ致道館より出陣。この日、前侍従・錦旗奉行四條隆謌が、大坂征討府より軍事参謀兼中四国征討総督に任ぜらる。土佐藩大目付(大監察)・本山茂任、小目付(小監察)・伴周吉、徒監察・樋口真吉(土佐勤王党)ら一行12人が、錦旗を奉戴して京都を出発。
錦旗紛失事件
1月14日(太陽暦2月7日)明け方、朝廷より高松・松山両藩征討の勅と、錦の御旗を携え、錦旗伝奏役・本山茂任、小監察・伴周吉、徒監察・樋口真吉らが、摂州神戸村に入るが、三宮神社の門前附近を通過中、占領中の武装フランス兵に誰何を受けて、蕃語と意思疎通のままならぬままに、フランス兵に錦旗を櫃ごと奪われるという大失態が起こる。ことの一大事に、土佐藩士中島信行や、長州藩士伊藤博文らが仲介し、フランス公使に陳情して、ようやく錦旗を取り戻した。
長崎奉行所占拠の悲劇
1月14日(太陽暦2月7日)、長崎では土佐藩大目付(大監察)・佐々木高行の指揮により、海援隊士が長崎奉行所を占拠するが、警備中に薩摩藩士・川端平助を誤殺してしまう。翌日、沢村惣之丞が責任を取って切腹。
高松・松山征討の降勅
1月16日(1868年2月9日)、乾退助ら率いる土佐藩迅衝隊が、川之江において、帰国途中の土佐藩家老・深尾鼎の家臣2名より高松松山征討の降勅を聞く。乾は彼地へ進撃の許可を得るため、急ぎ谷干城を土佐に戻した。同日、備前藩家老・毛利図書の率いる同藩兵400名、赤穂藩兵150名が、朝命を奉じて姫路城を接収。翌朝、城外で戦闘に及ぶ。
1月17日(太陽暦2月10日)、迅衝隊第三番隊長・横田祐造、川之江本陣にて軍規違反を犯し解職。小笠原謙吉を隊長に変更。
1月18日(太陽暦2月11日)、在京の山内容堂(内国事務総督)が、戦況拡大を避ける意をもって、朝廷に松山征討の降勅が一途に出ん事を上申。
1月19日(太陽暦2月12日)、錦旗伝奏役(大監察)・本山茂任、樋口真吉ら、讃州京極丸亀藩領において、乾退助ら迅衝隊に朝廷から御下賜あらせられた追討令と錦旗を届ける。 同日、高松藩士・長谷川惣右衛門が、讃州丸亀の征討軍本陣を訪れ、乾退助らに朝廷への謝罪歎願の取成しを求めた。さらに高松藩は事前に丸亀街道を清掃し、各所に接待所を設け、草鞋等を準備し、征討軍を迎え入れる準備を行う。
1月20日(太陽暦2月13日)、乾退助ら迅衝隊高松征討軍は、丸亀・多度津藩兵と共に陸海二方から高松藩領に進軍。岩清尾山に陣を構え城を包囲。砲列を固め、数発、空へ向けて威嚇射撃を行うと、直ぐに城内から白旗が揚がり無血降伏。家老以下が裃の正装で出迎え、降伏式が行われる。城内三ヶ所に「土佐藩御預地」の高札を立てた。高松城接収後、迅衝隊・大石円らは、隣の阿州徳島藩の探索に出立。同日、土佐藩高松藩征討軍第二陣総督・桐間蔵人率いる928名が土佐より出陣。同日、海援隊士らが塩飽諸島を鎮撫。さらに小豆島(大部村、草加部村、福田村)、男木島、直島を「土佐藩御預地」とする。高松城接収により、逃亡中の高杉晋作を匿った罪状で高松藩の牢獄に入れられていた勤皇の侠客・日柳燕石が出獄解放。
迅衝隊京都へ進軍
1月21日(1868年2月14日)、乾退助率いる土佐藩東征軍先鋒隊(迅衝隊前軍)が、海路大坂経由で上京を開始。同日、松山征討軍総督・深尾左馬之助が高知城下を出発し、土佐国高岡郡越知村で深尾刑部の率いる先鋒軍と合流。総勢1100名で松山征討に向かう。同日、明石城に入った軍事参謀兼中四国征討総督・四条隆謌が、長州藩兵に対し松山征討を命じる。そのため、松山征討の命令が重複し、長土両藩兵の間で、一時、混乱が生じたが、のち長州藩への命令が撤回され解消。
1月25日(太陽暦2月18日)、参与・大久保一蔵、大坂遷都を建白（大坂行在所設置案）。
1月26日(太陽暦2月19日)、深尾刑部の部隊を先陣とする土佐藩松山征討軍が、瓜生野峠を越えて松山藩領に進軍。
1月27日(太陽暦2月20日)、土佐藩(大監察)・本山茂任ら錦旗伝奏役が、予州浮穴郡荏原郷において朝廷から御下賜あらせられた追討令と錦旗を松山征討軍に届ける。夕刻、伊予松山城を包囲し、降伏を促す威嚇射撃を空に向けて行うと、伊予松山藩は降伏し開城。市中に「土州御預地」の高札が立てた。
1月28日(太陽暦2月21日)、大坂征討府総督・仁和寺宮嘉彰親王および、中四国征討総督・四条隆謌が京都に帰還。朝廷は百官を会し、東征軍を起こすことを決議。同日、杉孫七郎の率いる長州藩兵二箇大隊が、松山三津浜に上陸。松山藩籍の船を鹵獲し、三津浜に「長州御預地」の高札を立てる。
2月3日(太陽暦2月25日)、高松進駐の土佐藩兵が、迅衝隊総督・深尾成質(丹波)と少数の手勢を残して全て上京させる。京都では、大総督府が設置され、有栖川宮熾仁親王が東征大総督を拝命。
2月5日(太陽暦2月27日)、松山に駐留中の土佐藩兵4名が、2月3日(太陽暦2月25日)、市中の呉服屋で軍服を誂える際、「官軍の名のもとに売価を値切る」という軍律違反を犯す。「強奪同様の所業」として問題視され、呉服屋へ陳謝の上、違反者4名を斬首し梟首。
2月7日(太陽暦2月29日)、福山藩兵が、松山藩征討の勅命を受け松山に上陸。
御親征東山道先鋒総督軍
2月9日(1868年3月2日)、乾退助ら迅衝隊が京都に到着。伏見参戦者の山田清廉、吉松速之助らを加え迅衝隊を再編。乾退助を総督とする。さらに、退助は「天皇陛下御親征東山道先鋒総督軍参謀」に任命される。
2月14日(太陽暦3月7日)、この日、乾退助の先祖・板垣駿河守信方の320周忌を迎える。乾退助は御親征東山道先鋒総督軍参謀兼迅衝隊総督として京都より東征に出陣。迅衝隊第二番隊長・野本平吉が、京都出発直前に軍規違反で斬首され、第二番隊長を小島捨蔵に変更。同日、旧京都守護職屋敷に滞在中の山内容堂、精神が高ぶり突然胸痛に苦しんで英公使館付医師ウィリスに往診を求める。
堺事件
2月15日(1868年3月8日)、堺守備の任に就いた土佐藩兵が、尋問中に逃走した仏軍水兵を射撃し16名を射殺（堺事件）。
2月17日(太陽暦3月10日)、朝廷より山内容堂へ「堺の一件は皇国の興廃に関る一大事であるゆえ『万国公法』に基づき速やかに対処するべき」ことを伝えられる。
2月24日(太陽暦3月17日)、土佐藩主・山内豊範、堺事件に対する謝罪のため、病臥の中、筑前藩船で海路、土佐より上坂。
高松・松山征討の撤兵
2月16日(1868年3月9日)、松山征討軍総督・深尾左馬之助、四国取締が丸亀・大洲両藩に変更となったことを高松からの早飛脚で知り、国許に書状で伝える。
2月20日(太陽暦3月13日)、高松藩の謝罪嘆願を御嘉納あらせられ、天守閣入口の封印を解かれ「土州御預地」の高札が撤去さる。
2月23日(太陽暦3月16日)、高松征討軍撤収。
2月26日(太陽暦3月19日)、松山征討軍総督・深尾左馬之助が、国許の山内下総に援軍派遣を要請。三津浜における長州藩士の一部による非行事件もあわせて報告。
2月28日(太陽暦3月21日)、土佐藩を通して松山藩が謝罪歎願を提出。これに伴い土佐藩兵の松山出兵理由を「征討」から「警固」に改定。
2月30日(太陽暦3月23日)、松山に進駐の福山藩兵が撤兵。
3月3日(太陽暦3月26日)、松山に進駐の長州藩兵が撤兵。
板垣復姓
2月18日(1868年3月11日)、乾退助の率いる迅衝隊が、美濃大垣に到着。次の進軍路の甲府は幕領であったが、圧政に苦しみ徳川藩政を快く思わず、武田信玄の治世を懐かしみ尊敬する気風があった。退助は岩倉具定の助言を容れ軍略を練り先祖・板垣信方ゆかりの甲州進軍に備え、名字を板垣に復し「板垣正形」と名乗る。名将・板垣信方の名に恥じぬよう背水の陣で臨んだ。
神保長輝の自刃
2月22日(1868年3月15日)、会津藩勤王派の重鎮・神保長輝(軍事奉行添役)が鳥羽・伏見の戦いで非戦論を唱え、松平容保に恭順を説いた忠臣であるにもかかわらず、藩内佐幕派の策謀により鳥羽伏見合戦の敗戦の責任を取らされ自刃。これにより会津藩は恭順交渉の窓口を自ら失う。
パークス襲撃事件

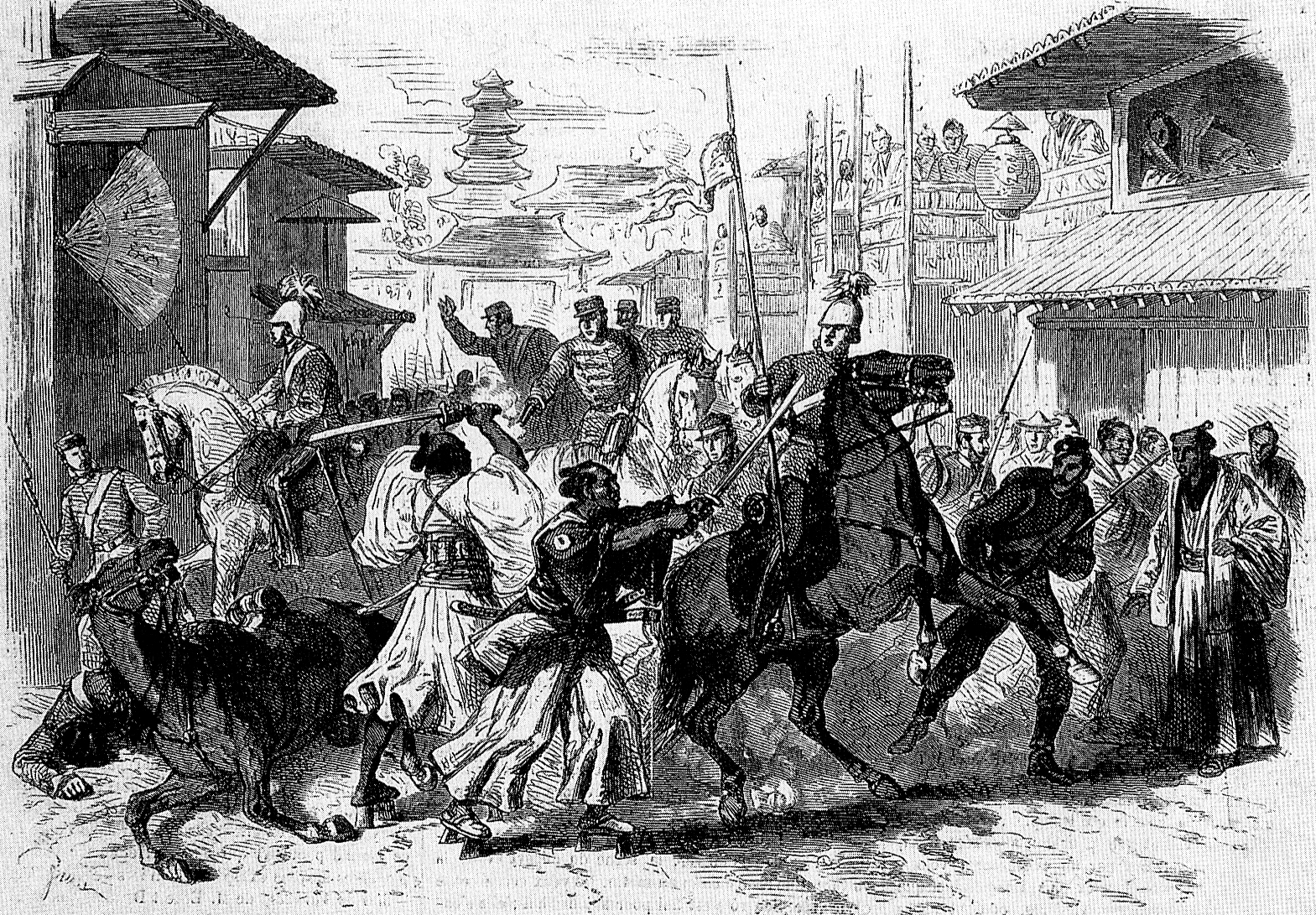
パークスを襲撃する三枝と朱雀。フランスの絵入り新聞"ル・モンド・イリュストレ"より

2月30日(1868年3月23日)、御親兵・朱雀操が、神戸・堺両事件の屈辱を晴らさんがため、天誅組・三枝蓊と謀り英公使・ハリー・パークスの参内する行列に討入る。朱雀らはイギリス兵9人に負傷を負わせるが、一行の警備は厳重であり、朱雀はパークスに同行していた護衛の薩摩藩出身の中井弘と斬り合いになり、中井に胸部を刺され、駆けつけた土佐藩参政後藤象二郎に斬られて倒れたところを中井に首を刎ねられ、三枝も重傷を負ったところを警備兵に捕縛され襲撃は失敗に終わる。後藤象二郎と中井弘は、パークスらを救った功績により、イギリス・ビクトリア女王から宝刀を贈られた。

### 甲州勝沼の戦い
3月1日(1868年3月24日)、東山道(現・中山道)を進む東山道先鋒総督府軍は、下諏訪で本隊と別働隊に分かれ、本隊は伊地知正治が率いてそのまま中山道を進み、板垣退助の率いる別働隊(迅衝隊)は、案内役の高島藩一箇小隊を先頭に、因州鳥取藩兵と共に甲州街道を進撃し、幕府の天領であった甲府を目差す。甲府城入城が戦いの勝敗を決すると考えた板垣退助は、「江戸～甲府」と「大垣～甲府」までの距離から東山道先鋒総督府軍側の圧倒的不利を計算した上で、急ぎに急ぎ、あるいは駆け足で進軍。甲州街道を進んで、土佐迅衝隊(約100人)と、因幡鳥取藩兵(約300人)らと共に、3月5日(太陽暦3月28日)、甲府城入城を果した。
一方、幕軍側・大久保大和(近藤勇)は「城持ち大名になれる」と有頂天になり「甲府を先に押さえた方に軍配が上がる」という幕閣の忠告を軽視し、新選組70人、被差別民200人からなる混成部隊の士気を高めるため、幕府より支給された5,000両の軍資金を使って大名行列のように贅沢に豪遊しながら行軍し、飲めや騒げの宴会を連日繰り返した。行軍途中の日野宿で春日隊40人が加わる。ところが天候が悪化し行軍が遅くなり、甲府到着への時間を空費したため、移動の邪魔となった大砲6門のうち4門を置き去りにして2門しか運ばなかった。しかし、悪天候に悩まされたのは両軍とも同じで、官軍・板垣たちは泥濘に足を取られながらも武器弾薬を運び必死の行軍を続け3月5日(太陽暦3月28日)に入城した。
3月6日(太陽暦3月29日)、板垣退助らより一日遅れて、大久保大和(近藤勇)の率いる甲陽鎮撫隊は甲府に到着したが、板垣らが城を固めていたため入城を果たせず、甲州街道と青梅街道の分岐点近くを「軍事上の要衝である」として柏尾の大善寺を本陣にしようとする。しかし、「徳川家康の時代から伝わる寺宝を戦火に巻き込まないで欲しい」とやんわり拒否され、やむなく門前に細長く陣を布かざるを得なかった。さらに、当初300人いた兵卒は次第に皇威に恐れをなして脱走し、121人まで減る。結局、柏尾坂附近で戦闘となったが、甲陽鎮撫隊は近代式戦闘に不慣れで、大砲の弾を逆に装填して撃った為、照準が定まらず、支給されたミニエー銃の扱いにも窮し敵陣に抜刀戦を仕掛けるという愚を犯して銃弾を浴びて壊滅。洋式兵法にも精通していた迅衝隊がこれを撃破するのは容易く、甲陽鎮撫隊は、戦闘を放棄して脱走する兵が後をたたなかった。原田左之助、永倉新八らが兵を叱咤し、近藤勇が「会津の本隊が援軍に来る」と虚言を用いても、脱走兵を食い止めることが出来ず、戦闘が始まって僅か約2時間(資料によっては1時間)で本陣が突き崩されて勝敗がつき、甲陽鎮撫隊は山中を隠れながら江戸へ敗走。板垣退助ら迅衝隊の大勝利となった（甲州勝沼の戦い）。
甲陽鎮撫隊がこのように戦略を軽んじ無様に敗走する原因となったのは、甲府は幕府の直轄領であり容易く官軍の手に渡らないだろうと考え、城に入りさえすれば、軍備も補充出来ると楽観的に考えていたことが挙げられる。しかし、甲府城代を勤める役割は江戸時代「山送り」と呼ばれ、幕府役人の左遷先のように扱われ、幕府への忠誠心が高くなかった。また領民たちは徳川治世を快く思わず、旧武田家の治世を懐かしむ気風があったことに加え、板垣ら率いる主力部隊の迅衝隊が討幕を目指し軍事教練を行ってきた士気の高い職業軍人たちであったのに比して、近藤勇らの率いる甲陽鎮撫隊は、剣術などの腕はあっても近代戦の知識の乏しい近藤が率いた部隊であった。隊内の構成も弾左衛門配下の被差別民を「武士にしてやる」とスカウトして集めた俄か仕立の兵卒たちで、武器の扱いにも不慣れで、士気も高くはなかった。行軍当初から不満が充満しており、彼らを宥(なだ)めて武士の生活を垣間見せ、士気を上げようとしたのが、贅沢に豪遊しながらの行軍であった。しかし、近藤自身も武士の出身ではなく、あくまでイメージの中の武士を演じたのである。一方、生粋の武士たちの生活は、庶民が考えるほど豪華なものでは無く、自らを律する品行方正なものであった。それら武士の集団であった板垣ら率いる迅衝隊は、軍律厳しく、飲酒は厳禁されており、隠れて飲んだ者は軍律違反者として斬首された。酒豪の多い土佐人に、禁酒させることは並大抵ではないが、彼らは規律を守り、泥にまみれ泥濘に足を取られながらも、必死の行軍を続けて勝利を得たのである。
断金隊、護国隊の結成
天領として江戸幕府の圧政に苦しめられていた領民は、甲州勝沼の戦いで幕軍・甲陽鎮撫隊(新撰組)に対し鮮やかに勝利した迅衝隊に驚喜した。さらにその総督・板垣退助が、板垣信方の子孫であると知れると「流石名将板垣駿河守の名に恥じぬ戦いぶりだ」と感心し「武田家旧臣の武田家遺臣が甲府に帰ってきた」と大歓迎した。さらに甲斐国内の武田家遺臣の子孫で帰農した長百姓、浪人、神主らが、板垣ら率いる官軍への協力を志願。これらの諸士を集め「断金隊」や「護国隊」が結成される。結成式は武田信玄の墓前で恭しく行われ、迅衝隊の進軍を追いかけた。このように板垣の復姓は、甲斐国民心の懐柔に絶大な効力を発揮したばかりではなく、迅衝隊が、江戸に進軍する際、武田遺臣が多く召抱えられた八王子(八王子千人同心)を通過する際も同様に絶大な効力を発揮した。
脱走者が相次いだ近藤勇の甲陽鎮撫隊と比較し、板垣退助の戦略は銃器の新旧や練兵度など以前に心理戦としても巧みであったと評されている。
内藤新宿へ
3月14日(1868年4月6日)、板垣退助ら東山道征討軍の土佐藩兵が、内藤新宿に到着する。ここで断金隊(甲州・旧武田遺臣子孫らによる志願兵部隊)や、斉武隊(土佐藩山内家の支流・麻布山内家による東征部隊)も合流。
戊辰の皇誓

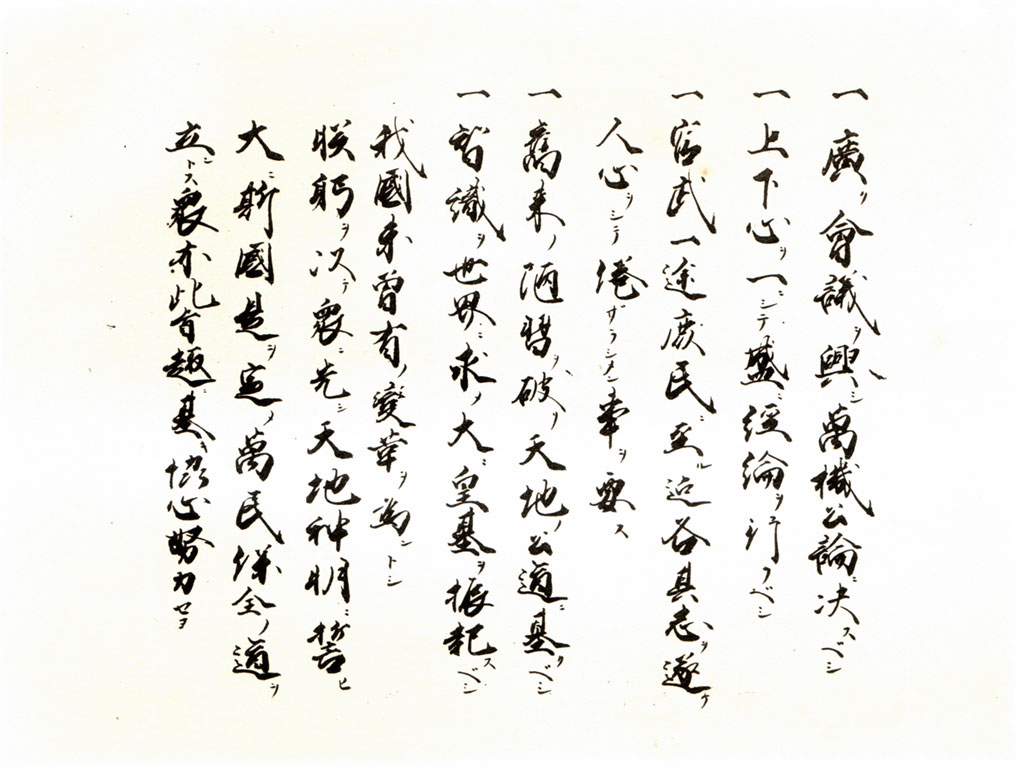
幟仁親王が揮毫した御誓文の原本

この3月14日(1868年4月6日)、京都では御所の正殿である紫宸殿にしつらえられた祭壇の前で「天神地祇御誓祭」が執り行われ、天皇が天地神明に維新の精神を誓った。御誓文の内容は、三条実美が神前で読み上げる形式で示された。なお、儀式の前には、天皇の書簡である御宸翰（億兆安撫国威宣揚の御宸翰）が披瀝されている。
儀式の式次第は、同日正午、京都に所在する公卿・諸侯・徴士ら群臣が着座。神祇事務局が塩水行事、散米行事、神おろし神歌、献供の儀式を行った後、天皇が出御。議定兼副総裁の三条実美が天皇に代わって神前で御祭文を奉読。天皇みずから幣帛の玉串を捧げて神拝して再び着座。三条が再び神前で御誓文を奉読し、続いて勅語を読み上げた。その後、公卿・諸侯が一人ずつ神位と玉座に拝礼し、奉答書に署名した。その途中で天皇は御退出。最後に神祇事務局が神あげ神歌の儀式を行い群臣が退出した。
この頃、奥羽越列藩同盟は、神器も保持せず輪王寺宮を東武皇帝として即位を強要し、伊達慶邦を権征夷大将軍として武家政権を樹立しようと画策。また、会津、庄内両藩は蝦夷地をプロイセンに売却して資金を得ようと考えるなど、いかに時代錯誤で御宸襟を体せざる行動であったかが比較できる。
堺事件の烈士が割腹
3月16日(太陽暦4月8日)、堺事件の土佐藩兵11烈士、堺の妙国寺において、皇国のため、大坂裁判所の宣告と藩命に従い、士法に則り割腹を遂げる。
3月17日(太陽暦4月9日)、土佐藩主・山内豊範が、土佐に帰国。
天皇が戦勝を御祈願
3月21日(太陽暦4月13日)、明治天皇、京都石清水八幡宮で戊辰戦争の戦勝祈願をされる。
3月23日(太陽暦4月15日)、明治天皇が大坂御親征あらせらる。副総裁・三條實美卿、輔弼・中山忠光卿をはじめ諸侯らが供奉し、諸藩兵に護られ大坂行在所の本願寺に鳳輦が進軍。
土佐藩迅衝隊の快進撃
4月10日(太陽暦5月2日)、江戸城接収後の市中の混乱を防ぐ目的で、東山道総督府と東海道総督府から江戸町年寄役所に対して布告が出される。
4月11日(太陽暦5月3日)、江戸無血開城。
4月16日(太陽暦5月8日)、旧幕残党大鳥軍、結城の戦闘で長州藩・祖式金八郎指揮の官軍を破り、翌4月17日(太陽暦5月9日)、小山を占領す。
4月17日(太陽暦5月9日)、板橋の東山道総督府が、薩摩・長州・土佐・因州・大垣の諸藩に出動を命じる。
4月18日(太陽暦5月10日)、土佐藩の歩兵五箇小隊(前軍)と砲兵隊が出撃を開始。
4月19日(太陽暦5月11日)、江戸に到着後、宿場に分宿していた土佐藩・迅衝隊諸兵、市ヶ谷の尾州徳川藩上屋敷(現・防衛省本部)に移駐。
4月20日(太陽暦5月12日)、大鳥圭介ら率いる旧幕残党軍、宇都宮に入城。
4月21日(太陽暦5月13日)、東征大総督・有栖川宮熾仁親王、江戸城に入る。同日、野州安塚において、因州兵と旧幕軍の間で熾烈な夜戦が行われる。翌朝、土佐藩兵の奮戦により旧幕軍を駅外に撃退。
4月22日(太陽暦5月14日)、安塚の合戦で土佐藩迅衝隊の兵士が、元新撰組・永倉新八らと斬り合い、腕に一太刀を浴びせ退却させる。
4月23日(太陽暦5月15日)、板垣退助が、総督府に談判して許可を得、市ヶ谷尾州徳川藩上屋敷(現・防衛省本部)に駐屯中の土佐藩兵・迅衝隊を率い野州に向けて進軍を開始。
4月24日(太陽暦5月16日)、去る4月18日(太陽暦5月10日)に板橋の屯所を出発した東山道総督府軍本隊(薩摩、長州、大垣藩等連合軍)が宇都宮を鎮圧。同日、壬生に在陣の土佐藩迅衝隊は、前日の戦いで輜重隊に不備があり、糧秣、弾薬、軍資金が不足し参戦できず。
4月29日(太陽暦5月21日)早朝、土佐藩迅衝隊は、旧幕残党を追って今市に至る。午後、日光方面で旧幕残党の草風隊、伝習隊と交戦し撃退。
閏4月4日(太陽暦5月25日)、土佐藩を脱藩した久万村郷士・吉村三太(妹が島村衛吉の妻)が、土佐藩長崎商会洋帆船・大坂号でロシア領カムチャッカに至る。
閏4月19日(太陽暦6月9日)、栗原・柄倉に進撃した土佐藩迅衝隊が、山中に潜伏する旧幕側・猟師隊の銃撃を受け苦戦。彦根藩兵の援護射撃に助けられ今市まで退却。
閏4月20日(太陽暦6月10日)、板垣退助が、壬生にて陣中見舞いに訪れた山内豊誠と会見。谷干城、祖父江らが板垣の代理として迅衝隊の陣頭指揮を執る。
世良修蔵惨殺事件
閏4月20日(1868年6月10日)未明、奥羽鎮撫総督府下参謀・世良修蔵と報国隊・勝見善太郎は金澤屋で就寝中に、姉歯武之進、田辺覧吉、赤坂幸太夫、松川豊之進、末永縫殿之允、大槻定之進の仙台藩士6名、遠藤條之助、杉沢覚右衛門、鈴木六太郎の福島藩士3名、福島町の目明かし浅草屋宇一郎とその手先14、15名の合計24、25名の賊徒によって襲撃を受ける。両名は2階から飛び降りたが、瀕死の重傷を負った上、同日朝、辞世の句を詠むのも許されず、書く事も憚られるような非人道的な扱いを受け、勝見と共に阿武隈川河原で惨殺された。遺体は暴行の痕が分からぬよう証拠隠滅のため阿武隈川へ投げ捨てられた。この事件を機に、当初は会津藩の謝罪嘆願を受け入れる準備をしていた総督府と朝廷は、断固討伐に方針転換。なお世良が「東北諸藩の恭順を受け入れる気がなかった」とするのは誤りで、姉歯らが惨殺を正当化するために用いた世良の書簡とされるものは原文では無く改竄されたものである。（世良修蔵惨殺事件）
奥羽鎮定
閏4月21日(1868年6月11日)、今市において土佐藩兵と大鳥圭介麾下の会幕軍が激戦。大小軍監の指揮下、凄まじい白兵戦となる。
閏4月24日(太陽暦6月14日)、関東大監察・三條実美が、軍防事務局判事・大村益次郎を伴い江戸城に入る。
閏4月27日(太陽暦6月17日)、海援隊が解散。
閏4月29日(太陽暦6月19日)、大軍監・谷干城が、大総督府の作戦不備に抗議し、土佐藩国許の佐幕派(俗論党)に対して増兵援助の要請を行うため今市を発つ。
5月2日(太陽暦6月21日)、小千谷談判。東山道総督府軍監・岩村高俊(元陸援隊士)が、長岡藩に対し「即時降伏恭順」を要求するも拒絶され、全面戦争へ突入。
5月3日(太陽暦6月6日)、奥羽の25藩が同盟。
5月6日(太陽暦6月9日)、土佐藩迅衝隊が、今市において大鳥圭介率いる旧幕残党らと再戦し撃破。
5月8日(太陽暦6月11日)、小軍監・秋沢清吉(元土佐勤王党)が伝令より戻り、今市の本営に土佐藩主・山内豊範の命を伝える。
5月13日(太陽暦6月16日)、松山藩への処置が決定し、松山進駐の土佐藩兵が撤兵する。
5月15日(太陽暦6月18日)、土佐藩迅衝隊が、白河に入城。同日、上野に屯集した彰義隊が、大村益次郎の率いる官軍と交戦。彰義隊はわずか半日で撃破され残党は輪王寺宮を拉致して敗走。江戸で彰義隊を討伐した肥前藩兵が、アームストロング砲を携えて今市へ進軍。
5月18日(太陽暦6月21日)、迅衝隊総督・板垣退助が、自軍の七番隊、八番隊の足軽2名を軍規違反で斬首。
5月27日(太陽暦6月30日)、土佐藩・胡蝶隊隊長・野中太内が、職責を放棄し大坂表で山内容堂に対し暴言を吐く。容堂より切腹を仰せ付けられ、南会所で割腹。
5月29日(太陽暦7月2日)、宇都宮から夜間に進撃した土佐迅衝隊は、白河に到着すると、直ちに各方面に散開して、官軍諸藩の兵を救援し、大谷地まで敵を追撃。（二本松の戦い）
日光東照宮を戦禍から守る

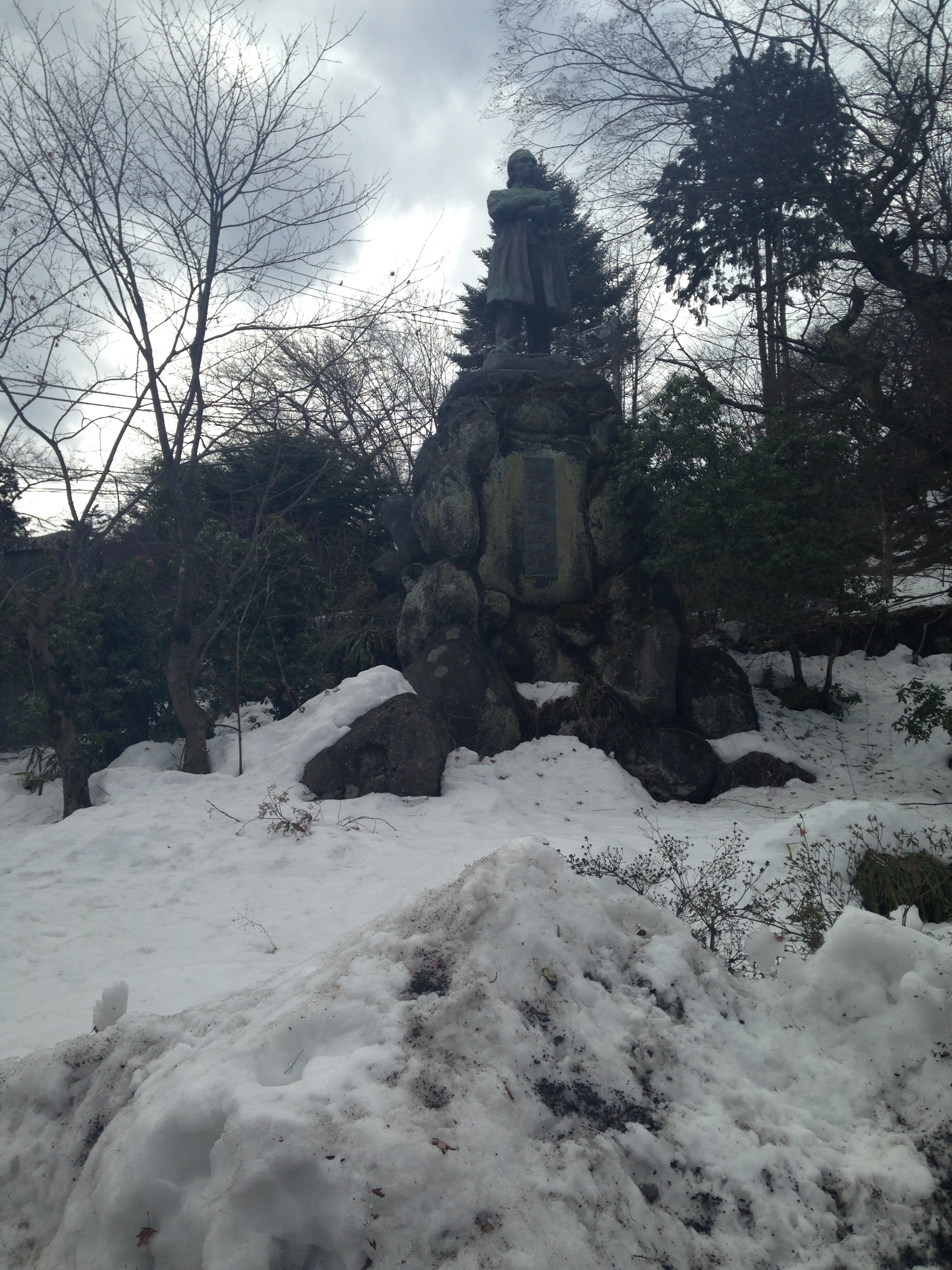
日光東照宮(神橋)の板垣退助像。銅像題字の揮毫は徳川家達

迅衝隊総督の板垣退助は、日光東照宮の文化財の中に隠れて戦おうとしない大鳥圭介ら旧幕府軍に対して、日光の僧侶を通じて「徳川氏祖先の位牌に隠れて、灰燼と帰すような事態となれば、幕府軍は末代までの笑い者になるであろう、表に出て尋常に勝負せよ」と説得をし、また一方で「日光が灰燼と化すのも止む無し」と強弁する官軍諸兵に対しては、「日光東照宮には後水尾天皇の御親筆の扁額がありこれを焼くことは不敬に当たる」と理由を使い分けて双方を説得し、日光を兵火から守った。
東武皇帝(偽帝)即位事件
6月16日(1868年8月4日)、彰義隊に拉致された輪王寺宮が、東北の盟主・東武皇帝として即位を強要される。年号は「大政」。（ただし三種神器を保持しない偽帝である）
棚倉城攻略
6月24日(1868年7月27日)、土佐藩の胡蝶隊、行宗隊、笠原隊、谷干城隊、二川元助隊、山田喜久馬隊、二番隊、六番隊が棚倉城を急襲。城兵は自城に放火して逃走。（白河口の戦い）
7月3日(太陽暦8月4日)、白河・塙地域の警固に当った迅衝隊第二番隊の土佐藩兵が、地元の民衆から大いに歓迎を受ける。
7月17日(太陽暦8月18日)、「江戸」を「東京」と改称。
7月24日(太陽暦8月25日)、海援隊士の加わる長崎振遠隊が、奥羽征討軍として羽州舟川に上陸。以後、奥羽各地を転戦。
三春藩無血開城
7月26日(太陽暦8月27日)、板垣退助率いる土佐藩兵(断金隊)隊長・美正貫一郎が、中心となり三春藩(勤王派)志士・河野広中、影山東五らが忠義を盡して、奥羽列藩同盟からの離脱へ導き三春藩無血開城を実現させる。(三春藩は元々勤王に盡していたが、弱小藩であり隣接する雄藩勢力に推されて、不本意ながら佐幕派の立場を取らされていた。河野広中らが決死の覚悟で、官軍側に連絡を取り、美正らの努力により板垣ら首脳部の信頼を得て、恭順することが叶う)。翌日、本宮を鎮撫。
7月27日(太陽暦9月13日)、大軍監・谷干城が、国許から増援の五箇小隊を引き連れて、白河の陣地に到着。8月11日(太陽暦9月26日)、本隊と合流。
7月29日(太陽暦9月15日)、迅衝隊参謀・大石円が、二本松攻撃に際し、旧幕兵と組討ち手柄を上げる。これにより味方の士気が大いに上がった。
8月20日(太陽暦10月5日)、二本松で東山道総督府軍の本隊を再編成し、会津に向け進軍の策を練る。玉の井村を橋頭堡とし、母成峠の敵陣地に馳突して進軍開始。
母成峠の戦い

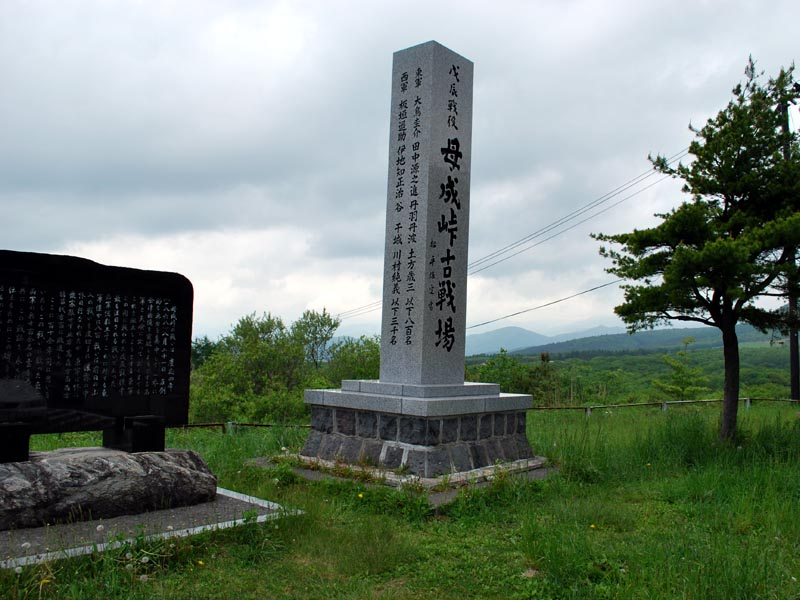
母成峠古戦場碑

8月21日(太陽暦10月6日)、官軍は江戸に居る大総督府の参謀・大村益次郎が「枝葉（会津藩を除く奥羽越列藩同盟諸藩）を刈って、根元（会津藩）を枯らす」と仙台・米沢への進攻を指示したが、二本松に居る参謀・板垣退助と伊地知正治は逆に「根元を刈って、枝葉を枯らす」と会津攻めを主張した。会津藩が国境へ兵を出して藩内を手薄にしている今が有利である上に、雪の降る時期になると、雪国に不慣れな官軍側が不利となるため、その前に会津を制圧したいというのが主な理由であった。結果、板垣・伊地知の意見が通り、官軍は会津へ向かうことになった。しかし、会津への進攻口を選択するにあたり土佐藩参謀の板垣は東の御霊櫃峠（御霊櫃口）北緯37.432917度分秒 東経140.198889度分秒を、薩摩藩参謀の伊地知はそれより北側の母成峠（石筵口）北緯37.595278度分秒 東経140.243611度分秒を推して互いに譲らず、最終的に長州藩の百村発蔵の説得により、伊地知の案に決した。会津へ入るには何か所かの街道があるが、その中で会津藩が特に警戒して防御を固めたのは南西の会津西街道（日光口）北緯37.070833度分秒 東経139.746944度分秒と南東の勢至堂峠（白河口）北緯37.331667度分秒 東経140.125556度分秒で、さらに二本松と若松を最短で結び、当時の主要街道であった中山峠（楊枝峠、二本松口）であった。会津藩は官軍が中山峠に殺到すると予測した。しかし前述の通り、官軍はその裏をかく形で、母成峠へ板垣・伊地知が率いる主力部隊1,300と土佐藩の谷干城が率い勝岩の台場へ向かう兵約1,000、さらに別働隊として薩摩藩の川村純義が率いる300を送り、中山峠には陽動部隊800を先に派遣した。会津藩境の母成峠（現・福島県郡山市・猪苗代町）において官軍7,000と旧幕府残党800が戦い。旧幕側は惨敗して敗走。官軍は若松城下に快進撃した。二本松城陥落後の追滅戦。二本松藩兵最後の抵抗。（母成峠の戦い）
8月22日(太陽暦10月7日)、官軍、猪苗代を鎮撫し、その日のうちに母成口周辺を制圧。十六橋は、薩摩藩・川村四番隊を先陣として突破。

### 会津攻略戦

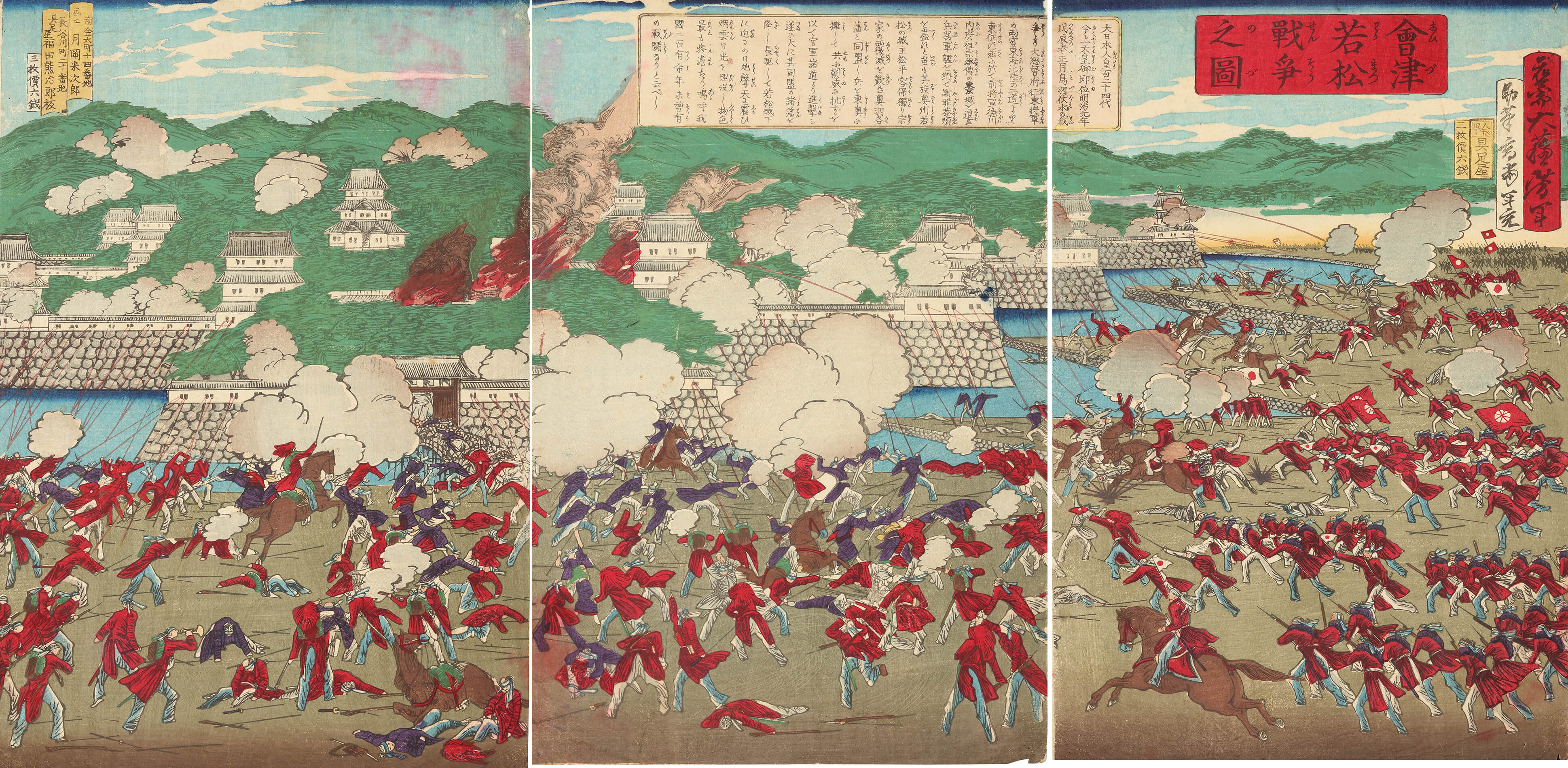
会津戦争

8月23日(1868年10月8日)、会津若松城攻略戦を開始。北出丸への攻撃で、迅衝隊大軍監、各隊長ら土佐藩側将兵の死傷者が続出す。
8月25日(太陽暦10月10日)、小軍監・安岡覚之助(土佐勤王党血盟同志)、小軍監・三原兎弥太(土佐勤王党血盟同志)ら会津若松城攻めにおいて討死。
8月27日(太陽暦10月12日)、迅衝隊小笠原三番隊・阿部駒吉(土佐勤王党血盟同志)、会津若松城下の戦闘において討死。
9月8日(太陽暦10月23日)、元号を「明治」に改元あらせらる。
9月19日(太陽暦11月3日)、総督・板垣退助、9月22日(太陽暦11月6日)を期限として会津藩に開城降伏を説く。
9月22日(太陽暦11月6日)、会津藩降伏。（降伏式は、北出丸真向いの会津藩家老・西郷頼母邸と、同家老内藤助右衛門邸の間の路上で行われる）
東京凱旋
10月4日(1868年11月17日)、総督・板垣退助が、朝廷より凱旋の令を拝し、凱旋の全軍に諭戒す。
10月13日(太陽暦11月26日)、明治天皇、西国諸藩兵3300名に護られ江戸・千代田城に入城あそばされる。

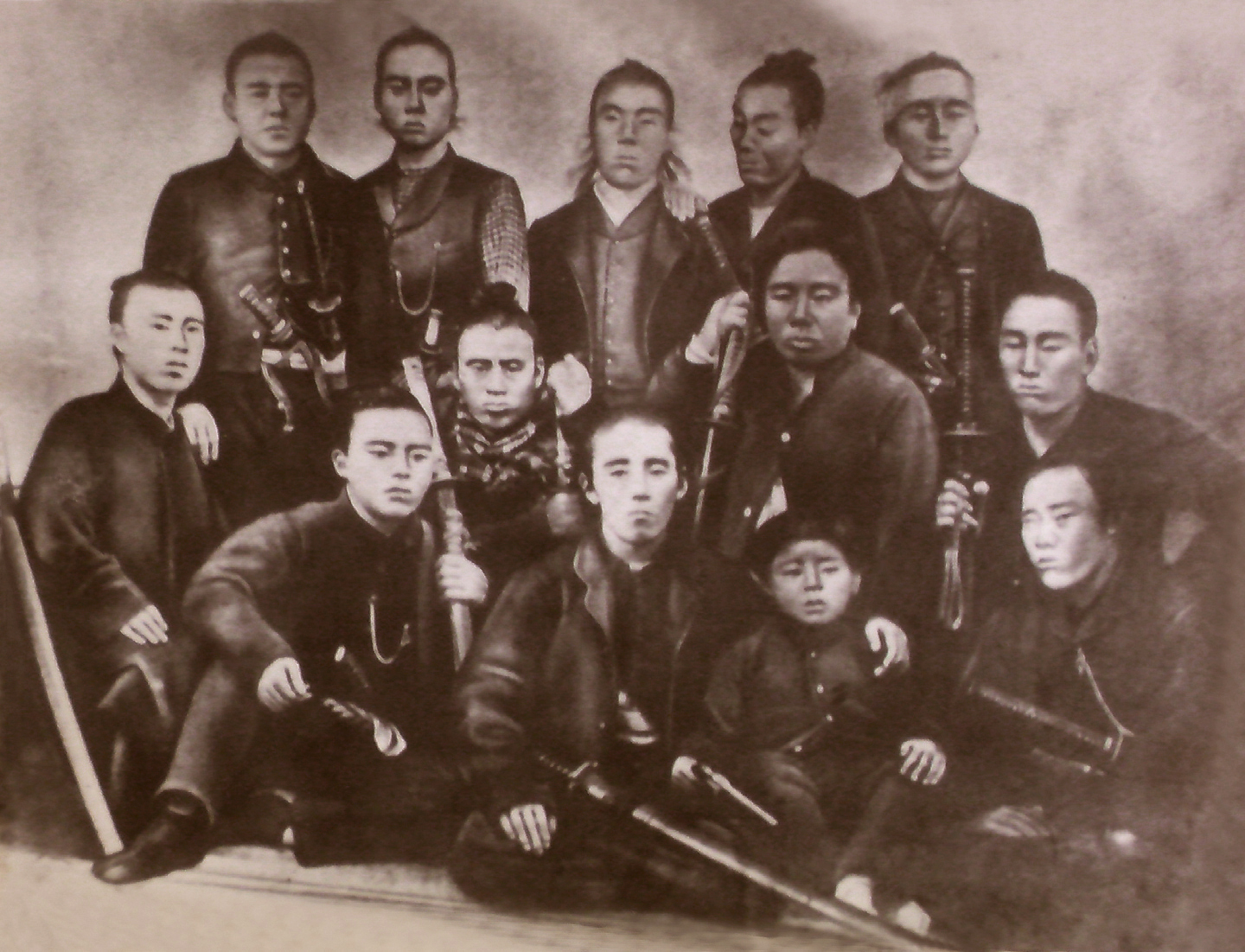
迅衝隊（前列左から伴正順、板垣退助（中央）、谷乙猪（少年）、山地元治。 中列、谷重喜、谷干城（襟巻をして刀を持つ男性）、山田清廉、吉本祐雄。 後列、片岡健吉、真辺正精、西山榮、北村重頼、別府宣春）凱旋時、東京にて撮影

10月19日(太陽暦12月2日)、土佐藩兵、東京に凱旋。
10月24日(太陽暦12月7日)、皇后が皇居に入る。同日、土佐藩迅衝隊大軍監・谷干城が東京に凱旋。
10月27日(太陽暦12月10日)、土佐藩帆船・総角号、函館港で榎本武揚麾下の旧幕艦隊に包囲されるが、夜陰に乗じて外国汽船に牽引してもらい脱出成功。
10月29日(太陽暦12月12日)、御親征東山道総督府先鋒参謀兼迅衝隊総督・板垣退助が、東山道総督府先鋒参謀・伊地知正治と共に東京に凱旋。
土佐凱旋
10月30日(太陽暦12月13日)、迅衝隊大軍監兼右半大隊長司令・片岡健吉、大軍監・伴権太夫ほか迅衝隊士530名が土佐に凱旋(高知凱旋第一陣)。
11月5日(太陽暦12月18日)、御親征東山道総督府軍先鋒参謀兼迅衝隊総督・板垣退助と大軍監・谷干城ら本営以下442名が土佐藩船・夕顔丸に乗り土佐に凱旋。
11月(1868年12月下旬～1869年1月上旬)、長州藩・奇兵隊並びに諸隊の凱旋が始まる。
11月27日(1869年1月9日)、堺事件で渡川以西へ流罪の土佐藩士8名が、同年9月8日(太陽暦10月23日)の明治改元の恩赦により赦免される。

### 薩土討幕密約の成就
このようにして薩土討幕の密約は成就し、東北戦争では、三春藩を無血開城させ、二本松藩・仙台藩・会津藩などを攻略するなどの軍功を上げた。特に会津攻略戦での采配は「皇軍千載の範に為すべき」と賞せられ、完全完勝の凱旋を迎え明治維新という歴史転換の起点となった。板垣退助は賞典禄1,000石を賜り、家老格に進んで家禄600石に加増される。明治元年12月(1869年1月)には土佐藩陸軍総督となり、御親兵(近衛師団の前身)の創設に盡力。これが、近代日本陸軍の起源となった。板垣退助ら土佐藩・迅衝隊が江戸駐留の際に本陣を構えた市ヶ谷の尾州徳川藩上屋敷が、現在の防衛省本部の場所にあたる。

## 各人の思惑

### 山内容堂の意向

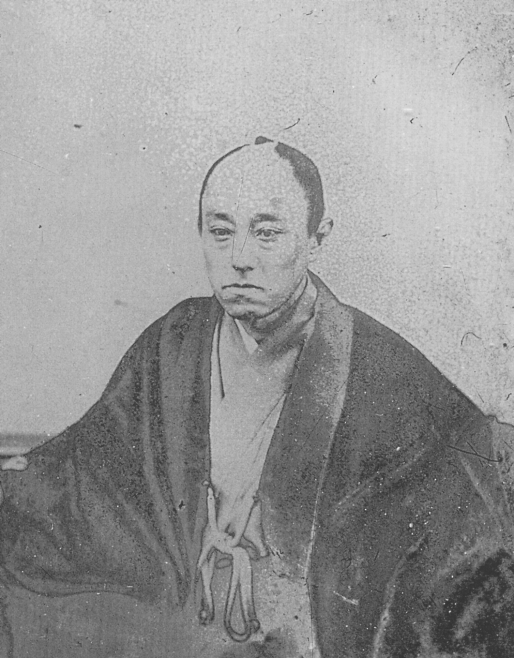
山内容堂

この討幕の密約は、徳川恩顧の立場から公議政体論・佐幕を模索していた土佐藩前藩主山内容堂の意向に沿うものでは無かったが、有事の際に藩の軍事力を担保しておくため承認され、乾退助を実行者に据え軍制改革を行った。容堂が討幕の密約を承認したきっかけは、乾が勤王派水戸浪士を江戸藩邸に隠匿している事を告白し、土佐藩の起居を促したことなどが要因と言われている。しかし、容堂の中では大政奉還が現実味を増すと、武力討幕論を退けて参戦には否定的な立場となった。容堂の意向とは相反して鳥羽伏見の合戦が始まり、討幕密約を根拠として土佐藩士が参戦し勝利を得ると、最早これを否定する立場にあらずと悟り「春なお寒し将兵自愛せよ」との言葉をかけて東征の軍を見送った。

### 中岡慎太郎の真意
「薩土密約」と「薩土盟約」という相矛盾する軍事同盟の場に両方とも同席していたのは、西郷隆盛、小松帯刀と中岡慎太郎であるが、中岡慎太郎の真意は自らの日記に、「（大政奉還論に関して）言うべきにして行うべきにあらず」と書き、同志である本山只一郎宛ての書簡に「…議論周旋も結構だが、所詮は武器を執って立つの覚悟がなければ空論に終わる。薩長の意気をもってすれば近日かならず開戦になる情勢だから、容堂もそのお覚悟がなければ、むしろ周旋は中止あるべきである」と書き綴っている。「言うべきにして行うべきにあらず」の意図するところは、将軍が大政奉還を実行すれば段階的に実力を剥ぎ取ることが出来るが、実行することは無いだろう。実行しなければ違勅の罪に問えるので、そこが討幕の狙い目となると言うことである。

### 坂本龍馬の思惑
長州の桂小五郎(木戸孝允)宛てのへ慶応3年9月20日(太陽暦10月17日)付書簡で「大政奉還」を「大芝居」と評し「後藤象二郎が討幕挙兵を躊躇った場合は、後藤を捨て乾退助に接触する」と記載。さらにその4日後の9月24日(太陽暦10月21日)、坂本龍馬が、ライフル銃1000挺を持って5年ぶりに長崎より土佐に帰国した際、渡辺弥久馬に宛てた書簡の中に「乾(板垣退助)氏はいかがに候や。早々拝顔の上、万情申述度」と書き「直接乾退助と会って戦略を語りたい」と記載しているように、大政奉還は段階的に幕府の実力を剥ぎ取ることが目的で、後藤象二郎が大政奉還で満足して、武力討幕を躊躇った場合は、乾退助を盟主として討幕の兵を挙げねばならないと考えていたことが読み取れる。

### 西郷隆盛の思惑
西郷隆盛が長州藩士御堀耕助・柏村数馬に対して行った状況説明の際に「素より其策持出候も、幕府ニ採用無之ハ必然ニ付、右を塩ニ幕ト手切之策ニ有之（大政奉還建白は必ず幕府の拒否にあうだろうから、それを大義名分として幕府と対決する策である）」と明言していることからも裏付けられる。すなわち薩摩側ははじめから大政奉還建白が拒否されることを見越して、大義名分を得るための手段ととらえており、その後の展開を板垣退助らと結んだ「薩土討幕の密約」に繋がる道筋として考えていたのである。

### 谷干城の見解
討幕派の谷干城は「薩土盟約」にある幕府・将軍職の廃止と王政復古を、「薩土密約」に基づく挙兵討幕を成し遂げる途中段階にある戦略の一つと理解し、2つの軍事同盟は矛盾せず、「薩土盟約」が結ばれても「薩土密約」は無効にならないと考えていた。この見解は西郷と大筋で同じであり、「薩土盟約」が結ばれた段階で「薩土密約」が解消されたと考えた山内容堂や、「薩土密約」が破棄されるのではないかと危機感を持った板垣と認識の違いがある。

### 木戸孝允の見解
長州の木戸孝允は、坂本龍馬に宛てた複数の書簡 の中で、土佐の乾(板垣)退助と薩摩の西郷吉之助(隆盛)の意思疎通が重要であると説き、後藤・西郷・乾の役割を「西吉座元」「乾頭取」などと討幕を大芝居に見立て、討幕が実現可能な段階に入ったことを記す。なお芝居に見立て記載したのは、討幕が茶番劇であるという意味ではなく、万が一、書簡が外部に露顕した場合に言い逃れが可能なようにとの配慮からである。

### 佐々木高行の見解
土佐側当事者の一人である佐々木高行は日記の中 で同様に、後藤の「建白芝居」に続いて乾・西郷の「兵力芝居」「砲撃芝居」が行われることで芝居が完結するとの表現を用いるなど、当初から大政奉還によって幕府の実力を削ぎ、段階を経て武力討幕を行う計画であったことを示している。

## 評価
- 薩土密約は、土佐藩兵の近代式練兵から、戊辰戦争の初戦に至る過程、迅衝隊、胡蝶隊などが編成せられ参戦した経緯などを見ても、結果的には藩命よりも遵守され、朝廷からも、この伏見の初期参戦が大いに評価され賞典を賜うこととなった。これらの観点から、日本の歴史の転換の起点となった密約であると言える[12]。
- かつては幕末期土佐藩における歴史の転換の起点として、『船中八策』を重視する見解があったが、これは明治・大正以降に登場した伝説であり、史実としては『薩土討幕の密約』の果たした役割が重視されている[65]。

## 記念碑
「薩土討幕の密約（薩土密約）」は「薩長同盟」と同じ京都御花畑の小松帯刀寓居 で締結された。明治維新151年・令和元年・板垣退助百周忌を記念して「薩土討幕之密約紀念碑」が建立されるにあたり、締結された場所には既に「薩長同盟所縁之地」の石碑があるため、薩土密約の石碑は、この密約が締結される前段階として京都東山の「近安楼」で会議が行われたことを記念し京都東山の祇園に建立された。
なお碑文は漢語表現として伝統的な書き方である「薩土討幕之密約紀念碑」という漢字表記をあえて用いており、引用にあたり「薩土討幕之密約記念碑」と書くのは間違いである。

## 補註
1. ↑  近衛家別邸・御花畑屋敷を島津家が借受け、小松帯刀が寓居していた。
2. 1 2 3 4 5 6 7 8 9 10 11 12 13 14 15 16 17 18 19 20 21 22 23 24 25 26 27 28 29  “『板垣精神』”.   一般社団法人 板垣退助先生顕彰会 (2019年2月11日). 2019年9月10日閲覧。
3. ↑  『板垣退助 -板垣死すとも自由は死せず-』高知市立自由民権記念館、1994年
4. ↑  文久2年6月6日付片岡健吉宛板垣退助書簡(国立国会図書館蔵)
5. ↑  薩摩藩士・大山綱良は日記に「文久2年4月16日、長州永井雅楽ト申仁、専ら奸計ニ而候得共、周旋致候由、岩倉殿弥御正論相立候事、長州公(毛利慶親)早々御下京相成候旨、先達而被仰出候事」(『大山綱良日記』)とあるように、長井雅楽の『航海遠略策』を「奸計」と考える意見が多かった。
6. ↑  『寺村左膳道成日記(1)』文久2年(1862)10月17日條
7. 1 2  『御侍中先祖書系圖牒』旧山内侯爵家蔵
8. ↑  NPO法人『板垣会会報』第1号
9. 1 2  『日本歴史を散歩する』海音寺潮五郎著
10. ↑  土佐の地名
11. ↑  土佐藩の力士の名
12. 1 2 3 4 5 6 7 8 9 10 11 12 13 14 15 16 17 18 19 20 21 22 23 24 25 26 27 28 29  『板垣退助君戊辰戦略』上田仙吉編、明治15年刊（一般社団法人板垣退助先生顕彰会再編復刻）
13. ↑  『板垣退助君伝 第1巻』栗原亮一、宇田友猪著、自由新聞社、1893年
14. ↑  “赤松小三郎「御改正之一二端奉申上候口上書」”.   蚕都上田アーカイブ. 2017年11月5日閲覧。
15. ↑  『続再夢紀事 第六』日本史籍協会、1922年、pp.245-252
16. ↑  近安楼(「ち加やすらう」)「巽バシより切通しの間、松湯、ときは屋のならびにアリ、櫻井屋の向ひ也」
17. ↑  「石川清之助」は中岡慎太郎の変名。
18. ↑  西郷隆盛のこと。
19. ↑  薩長同盟が結ばれたのと同じ場所にあたる。
20. ↑  中岡慎太郎『行々筆記』慶応3年5月25日條「福(福岡孝弟)・乾(退助)・毛(毛利吉盛)・谷(干城)と喰々堂に集る」より。
21. ↑  中岡慎太郎『行々筆記』慶応3年5月26日條「今朝、西郷に至り、乾・ 毛・谷決意のことを論じ帰る」より。
22. ↑  ベルギーからの直輸入ではなく、米国南北戦争で使用され、戦争終結後に余剰となった武器類が日本へ輸入されたものと言われる。
23. 1 2 3  従来は慶応3年6月に起草された『船中八策』を基礎に『新政府綱領八義』が書かれたとされていたが、現在は『船中八策』は、『五箇条の御誓文』と『新政府綱領八義』を混ぜて作られた後世の歴史小説のフィクションであることが確定している。
24. 1 2 3 4  『保古飛呂比』佐々木高行筆、『維新土佐勤王史』瑞山會、『中岡慎太郎』尾崎卓爾著より。
25. 1 2 3 4 5 6  『明治功臣録』明治功臣録刊行會編輯局、大正4年(1915年)
26. 1 2 3  「龍馬宛て、桂の手紙原本公開 討幕の決意促す」日本経済新聞ニュースサイトで2018年4月12日掲載の共同通信記事（2022年1月1日閲覧）
27. 1 2 3  『京都養正社所蔵 坂本龍馬書状について』池田敬正著、大阪府立大学、1972年
28. ↑  8月20日(太陽暦9月17日)の時点で、藩論の大勢は大政奉還論に固められていた
29. ↑  「この言葉は、現在に置き換えると大東亜戦争敗戦後の北方領土未返還問題、韓国による竹島占領問題、日本国憲法成立時の憲法学上の疑義問題なども総て予見し得るものである」(『板垣退助の伝えたい言葉』板垣退助先生顕彰会、解説編より)
30. ↑  「詔。源慶喜、籍累世之威、恃闔族之強、妄賊害忠良、数棄絶 王命遂矯 先帝之詔而不懼、擠万民於溝壑而不顧、罪悪所至 神州将傾覆焉 朕、今、為民之父母、是賊而不討、何以、上謝 先帝之霊、下報萬民之深讐哉。此、朕之憂憤所在、諒闇而不顧者、萬不可已也。汝、宜体 朕之心、殄戮賊臣慶喜、以速奏回天之偉勲、而、措生霊于山嶽之安。此 朕之願、無敢或懈」
31. ↑  「将軍・徳川慶喜が明治天皇に大政を奉還している様子を描いた絵」ではなく「10月13日に二条城において将軍・徳川慶喜が諸藩重臣に大政奉還を諮問している様子を描いた絵」である。
32. ↑  句読点を追加し、読みにくい箇所は、原文より一部を平仮名に改めた。
33. ↑  『板垣退助君伝記』宇田友猪著、明治百年史叢書、原書房、2009年
34. ↑  龍馬自筆本が2枚残っており、国立国会図書館と下関市立長府博物館に所蔵
35. 1 2  『幕末諸隊１００』三才ブックス
36. ↑  百科事典 王政復古 (日本) (コトバンク)
37. ↑  徳川内府大政返上将軍辞職ノ請ヲ允シ摂関幕府ヲ廃シ仮ニ総裁議定参与ノ三職ヲ置ク（宮堂上ニ諭告）、『法令全書』慶応3年、慶応3年12月9日、国立国会図書館近代デジタルライブラリー。
38. ↑  家近, p. 2495/2967.
39. ↑  鳥羽・伏見の戦いで旧幕府軍の兵糧方を務めた坂本柳佐は、慶応3年(1867年)12月12日夕方から夜の二条城内の様子について、「彼の夕などは二條城に於きまして、今 丸太町通で薩藩を會津の藩が、五人一時に殺した とか何とか云ふ注進が参りました、それで其夜になつて慶喜公が出立となりました、それを會藩が 慶喜公御下坂とあれバ此處で残らず屠腹して仕舞ふ と云ふので、夫れから容保と云ふ人が涙を流して諫めた、其處で又 薩藩を何人斬つた と云ふ注進がありました、慶喜公も會津や桑名を留めましたら内部で軍さが起る勢ですから少し斷念したと思はれます、其丈の策畧は無くして、唯一時に早る者ばかり多かつたです」と述べ、慶喜が二条城を出る直前、会津藩士や桑名藩士は暴発寸前であったことが分かる。 「」内の引用元は、『史談会速記録 合本 五』(編著者：史談会 発行所：原書房 発行：昭和46年(1971年)12月10日 復刻原本発行：明治27年(1894年)) 94～95頁。 (原本は『史談速記録 第23輯』「坂本君伏見戦役に従事せられたる事実(一次)附四十九節」九十～九十一頁。)
40. ↑  国立国会図書館デジタルコレクション『復古記 第1冊』300～302頁 (著者：太政官 出版者：内外書籍 発行：昭和5年(1930年)10月5日) 復古記 巻十 慶応三年十二月十六日 (2018年9月26日閲覧。)
41. ↑  『昔夢会筆記』
42. ↑  『大日本外交文書 第一巻』
43. ↑  “『「薩土討幕の密約」を結び、土佐藩の軍備を近代化した板垣退助。明治の自由民権運動以前の幕末の活躍とは?』”.   デジスタイル京都 (2023年1月27日). 2023年1月30日閲覧。
44. ↑  山田隊、吉松隊は各々、自隊が先に参戦したと認識していた様である。
45. ↑  「(慶応4年)正月十四日夜半過、薩藩川端平助、突然西役所玄関に上座す。其の有り様頗る狼藉なり。則ち警衛我が兵士・関雄之助(沢村惣之丞)、彼が薩人なるを知らず、依って小銃を放てり。是が為即死し、屍を検査するに薩人なり。哀れむべし彼は同志に遅れたるを憤りて駆付たり、我が兵は狼藉と見て突然発砲したり、双方哀れむべし義なれども、大事尽力の際、一つの小事より薩土恨を挟みては、大害にも及ぶべきと佐々木氏(佐々木高行)の果断に出で、速に雄之助に自尽を命じたり。依って薩藩少しも恨みを挟まず。但、小田小太郎(吉井源馬)、野村辰太郎等立会、介錯致候事」(『維新土佐勤王史』)
46. ↑  板垣退助率いる迅衝隊は、戦地における飲酒、略奪、放火、婦女子に対する乱暴行為を堅く禁じており、違反者は軍法会議に掛けて有罪の場合は即刻処刑を断行すると告知していた。実例を上げると、土佐から進軍しての初戦、備中松山城無血開城ののち、松山城下にいた迅衝隊士が駐留中、軍服を誂えようと北川宅之助配下の足軽・大久保虎太郎、楠永鉄太郎、岡上先之進、国沢守衛の4名が、2月3日、松山城下の呉服店において好みの生地を選び仕立てを頼んだ。売価5両であったものを2両に値切ったが、まけてくれないので「おい、この松山城下は、焼き払われるはずであったものが、我藩のとりなしで焼かれずに済んだのだぞ。にも関わらず諸品を高値で売るとは不埒千万。不足があるなら隠岐守(松山城主)から貰え」と啖呵を切って持ち返ったことが発覚した。双方の証言を吟味し、「民間人に対して略奪同様の行為」と軍律に触れることになる。4人は有罪となり、松山城追手先の堀側に土壇場を築きこれを獄門台とし、大隊司令・高屋左兵衛、軍監・中村禎助が諸隊長と藩兵を率いて整列し、隊長・北川宅之助が4人の隊士に向って、「其方儀、軍法を犯し不届之仕業有之(これあり)に付、断頭被仰付」
と罪名罰状を読み聞かせ、バッサリ、バッサリと濡れ紙を切るような音をさせて首を打ち落とした。このように、強引な値引きであっても略奪同様として堅く禁じた厳しい軍律が守られていた。これは「畏くも「錦の御旗」を奉じて戦う官軍にあっては、菊の御紋に恥じるような行いがあってはならぬ」という板垣退助の考えが貫かれ、のちの帝国陸海軍の戦地での行動規範に引き継がれた(『土佐藩戊辰戦争資料集成』林英夫編、高知市民図書館、2000年)
47. 1 2  土佐藩兵2個小隊：小笠原謙吉(迅衝隊三番隊)、谷重喜(迅衝隊四番隊)、北村重頼(迅衝隊砲兵隊)（7門）鳥取藩兵6個小隊：佐分利九允銃士隊、天野祐次隊、藤田束隊、宮脇縫殿隊、建部半之丞隊、山国隊(丹波の農民有志による義勇兵)、佐分利鉄次郎砲兵隊(2門)、高島藩半小隊(伍長岩本順吉郎指揮)
48. ↑  天然理心流の門人・佐藤彦五郎らを中心とした部隊。
49. 1 2  『無形板垣退助』平尾道雄著
50. ↑  高松宮家『幟仁親王行実』1933年、184頁、NDLJP:1212495/158。
51. ↑  『億兆安撫國威宣揚の(明治天皇)御宸翰』早稲田大学所蔵(所収『板垣精神(解説)』一般社団法人板垣退助先生顕彰会編纂、髙岡功太郎解説)
52. 1 2  『奥州改元大政元年資料(東武皇帝の閣僚名簿)』による。
53. ↑  国立国会図書館デジタルコレクション『復古記 第十二冊』390頁～417頁 復古外記 奥羽戦記 第六 (太政官、豊原資清編、内外書籍、昭和5年(1930年)5月8日) (2018年10月15日閲覧。)
54. ↑  上野戦争の頃から輪王寺宮が天皇として擁立されるという噂は流れており、慶応4年閏4月29日(1868年6月19日)、勝海舟の日記に「此頃彰義隊の者等、頻に遊説し、其黨倍多く、一時の浮噪軽挙を快とし、官兵を殺害し、東臺に屯集殆ど四千人に及ぶ、其然るべからざるを以て、頭取已下に説諭すれども、敢て是を用ひず、虚勢を張て、以て群衆を惑動す、或は陸奥同盟一致して、大挙を待と唱へ、或は 法親王を奉戴して、義挙あらむと云、無稽にして無着落を思はず、有司もまた密に同ずる者あり、甚敷は 君上の御内意なりと稱して、加入を勸むる者あり、是を非といふ者は、虚勢を示して劫さむとす。」と記し、この時点で彰義隊は「陸奥同盟」と一緒に新政府に反乱を起こすことや、輪王寺宮を奉戴して政権奪取することを企図していたことが分かる。また慶応4年閏4月29日の時点で江戸の勝海舟はすでに「陸奥同盟」という言葉を用いており、輪王寺宮を奉戴してのクーデター構想もすでに彰義隊が江戸で喧伝していたことが分かる。国立国会図書館デジタルコレクション『海舟全集 第九巻 (海舟日記其他)』144～145頁『海舟日記』勝安芳筆、改造社、昭和3年(1928年)11月5日、閏4月29日條より。
55. ↑  大山柏著『戊辰役戦史 下巻』時事通信社、1968年、22頁。
56. ↑  北緯37度35分43秒 東経140度14分37秒 / 北緯37.59528度 東経140.24361度
57. 1 2  伯、凱旋の兵に諭戒す。「戊辰之役、會津陷(お)ちて庄内またその兵を解けり。伯、朝議より凱旋の令を拜し、十月四日、愈々歸還の時に臨て全軍に諭戒して曰く、「不肖、退助、推(お)されて一軍の將となり、當初、剣を仗(たづさへ)て諸君と共に故郷を出るの時、生て再び還る念慮は毫(すこし)も無かりし。屍(しかばね)を馬革に裹(つゝ)み、骨を原野に曝(さら)すは固(もと)より覺悟の上の事なり。想はせり今日征討の功を了(を)へ、凱旋の機會に接せんとは。これ何等の幸(しあはせ)ぞや。獨(ひと)り悲(かなし)みに堪(た)へざるは、吾等、戰友同志は露(つゆ)に臥(ふ)し、雨(あめ)に餐(まか)するの餘(あまり)、竟(つひ)に一死大節に殉じ、永(なが)く英魂(えいこん)を此土(こゝ)に留むるに至り、眸(ま)の當(あた)り賊徒平定の快を見て之(これ)を禁闕(きんけつ)に復奏(ふくそう)する事(こと)能(あた)はざるの一事なり。而(しか)して我等、此の戰死者を置き去りにすと思はゞ、低徊(あてなき)躊躇(さまよひ)の情(こゝろ)に堪(た)へざるものあり。それを何事(なにごと)ぞや諸君らの中に刻(とき)を競(きそ)ふて
南(みなみ)に歸(き)さんと冀(こひねが)ふは。抑(そもそ)も此の殉國諸士の墓標(おくつき)に對(たひ)し心(こゝろ)に恥(は)づ處なき乎(や)」と。而(しか)して軍を二面に割て若松を發し二本松へ向ふに當(あた)り諸隊に令しむるに曰く、「今時(いま)、凱旋奏功の時に臨み、敢(あへ)て惰心を起して王師(にしきのみはた)を汚す者あらば、忽(たちまち)にして軍法を以て處す。然(さ)れば全軍謹んで之(これ)を戒(いまし)めよ」と。依て九日、二本松を過ぐるに臨(のぞ)みては猶(なほ)一層手厚くして毫釐の過(あやま)ちも莫(なか)らしめたり」(『板垣精神』より)
58. ↑  『板垣退助君伝記』宇田友猪著
59. ↑  家近1995、196-201頁。
60. ↑  『谷干城』
61. ↑  板垣は大政奉還に真っ向から反対している。戦略の一部だと考えていたなら反対しない筈だからである。
62. ↑  坂本龍馬宛木戸書簡。8月2日付、9月4日付。
63. ↑  萩博物館『討幕エネルギーの系譜』（平成22年4月17日(土)-平成22年6月20日(日)）において明治29年に作られた複製品が記念展示された。
64. ↑  『保古飛呂比』二、452頁、506-507頁。
65. ↑  『土佐藩ゆかりの会』会報第9号 論説より
66. ↑  室町通り鞍馬口下る西入森之木町462附近
67. ↑  “「薩土密約」の石碑 京都祇園に建立 板垣退助の子孫ら集う”. 京都新聞デジタル. (2019年9月23日) 2019年12月5日閲覧。 {{cite news}}: |accessdate=の日付が不正です。 (説明)⚠